# Karim Benzema
Karim Benzema (/ka.ʁim bɛn.ze.ma/), surnommé KB9, né le 19 décembre 1987 à Lyon, est un footballeur international français jouant au poste d'avant-centre au Ittihad Club.
Considéré comme l'un des meilleurs attaquants de sa génération, Karim Benzema remporte en 2022, le titre de Joueur de l'année de l'UEFA et le Ballon d'or. Il est actuellement le meilleur buteur français de l'histoire de la Ligue des champions, le meilleur buteur français de l'histoire toutes compétitions confondues et le cinquième meilleur buteur de l'histoire de l'équipe de France.
Natif de Lyon, il intègre le centre de formation de l'Olympique lyonnais à l'âge de dix ans et signe son premier contrat professionnel en 2005. Il remporte avec son club formateur, le Championnat de France en 2005, 2006, 2007 et 2008, la Coupe de France en 2008 ainsi que le Trophée des champions en 2006 et 2007.
En 2009, il rejoint le club espagnol du Real Madrid pour 35 millions d'euros. Après des débuts difficiles, il s'impose progressivement comme titulaire aux côtés notamment de Cristiano Ronaldo, son coéquipier privilégié. Le départ du Portugais en 2018 le fait passer dans une tout autre dimension, devenant leader de l'attaque puis capitaine de l'équipe. Au cours de son passage madrilène, il remporte quatre Liga, deux Coupes du Roi et cinq Ligues des champions. Karim Benzema est l'un des meilleurs joueurs à avoir évolué dans le championnat d'Espagne dont il est le meilleur buteur français de l'histoire, ainsi que le deuxième meilleur buteur et le meilleur passeur de l'histoire du Real Madrid.
Sélectionné à 97 reprises entre 2007 et 2022, Karim Benzema honore sa première sélection en équipe de France sous le mandat de Raymond Domenech, avec lequel il participe à l'Euro 2008. Il est ensuite quart de finaliste de l'Euro 2012 avec pour sélectionneur Laurent Blanc, et quart de finaliste de la Coupe du monde 2014 avec Didier Deschamps. Sa mise en examen dans une affaire de chantage à la sextape touchant son coéquipier en équipe de France Mathieu Valbuena, l'éloigne de la sélection de 2015 à 2021. Il n'est pas retenu dans les sélections françaises qui atteignent la finale de l'Euro 2016 et qui remportent la Coupe du monde 2018. Rappelé par Didier Deschamps, il dispute l’Euro 2020, remporte la Ligue des nations 2021 puis déclare forfait (sur blessure) pour la Coupe du monde 2022.

## Biographie

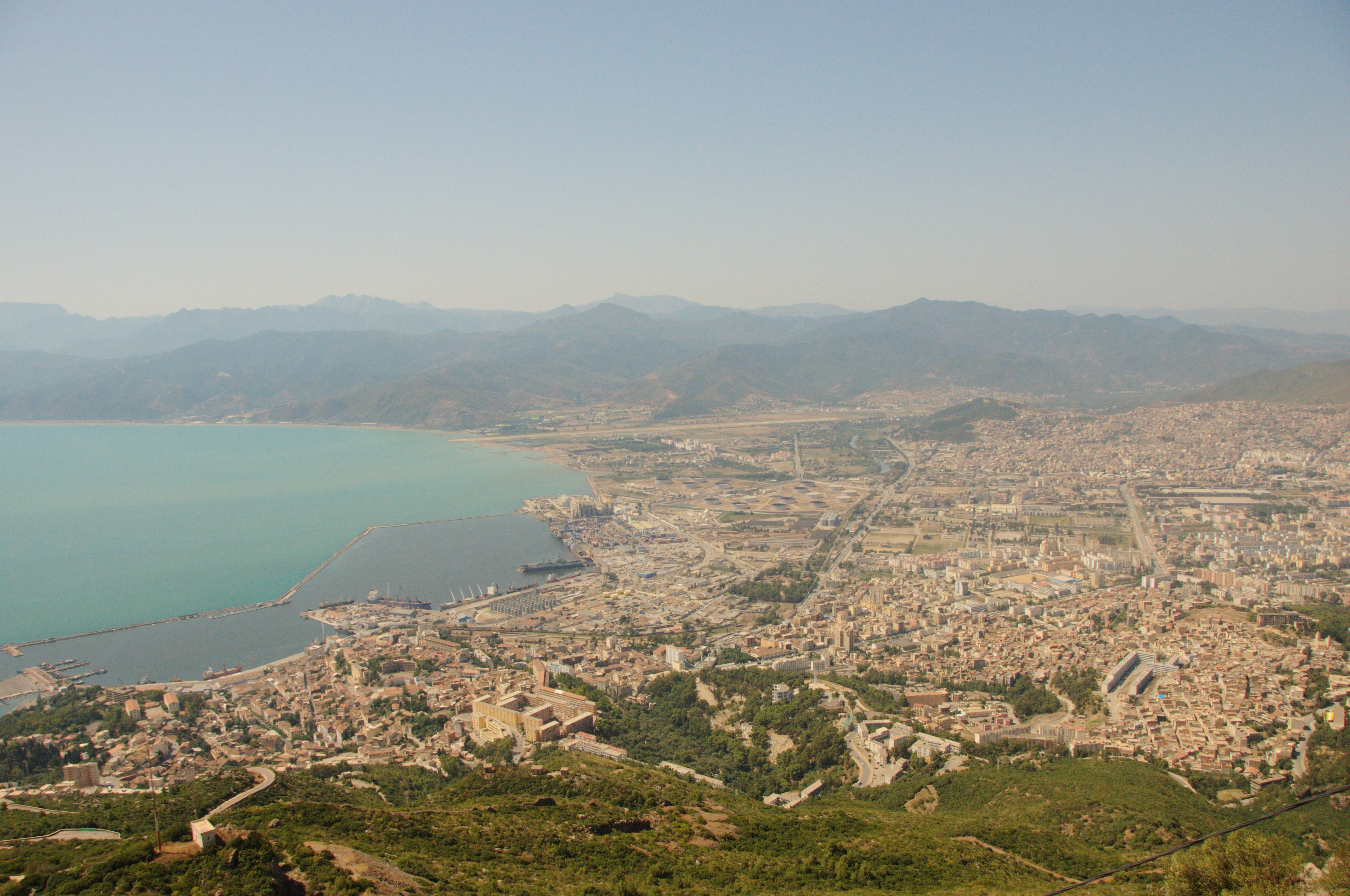
Vue générale de la région de Béjaïa.

À la fin des années 1950, le grand-père de Karim, Da Lakehal Benzema, quitte le village de Tighzert — commune de Beni Djellil, wilaya de Béjaïa en Kabylie (Algérie) — pour s'installer à Lyon avec sa famille. Son père Hafid est né à Tighzert alors que sa mère, Malika Haddou, naît et grandit à Lyon dans une famille originaire d'Oran. Septième enfant de la fratrie, Karim a trois frères et cinq sœurs avec lesquels il grandit à Bron, dans la banlieue lyonnaise, et suit ses études au collège Saint-Louis - Saint-Bruno à Lyon. Ses deux frères cadets Gressy et Sabri Benzema sont également footballeurs dans les ligues amateurs. Son cousin éloigné, Samir Benzema, est un mannequin (élu Mister Rhône) et candidat d'émissions de télé-réalité.

## Carrière

### Jeunesse et formation
Né le 19 décembre 1987 dans le 2e arrondissement de Lyon, il a vécu à Bron, là où sa famille vit toujours. Karim Benzema s'initie au football dans un club de Bron, le SC Bron Terraillon. À neuf ans, lors d'un match entre son équipe et les poussins de l'Olympique lyonnais, Karim marque deux buts. L'OL lui accorde une licence et il commence sa formation dans les équipes de jeunes. Le 15 juin 1997, il remporte la Coupe nationale des poussins à Clairefontaine, marquant un but en finale face au SM Caen de Benoît Costil. Benzema, qui prend pour modèle le buteur brésilien Ronaldo, révèle son potentiel en marquant 38 buts pour l'équipe des moins de 16 ans de l'OL.

### Olympique lyonnais (2004-2009)

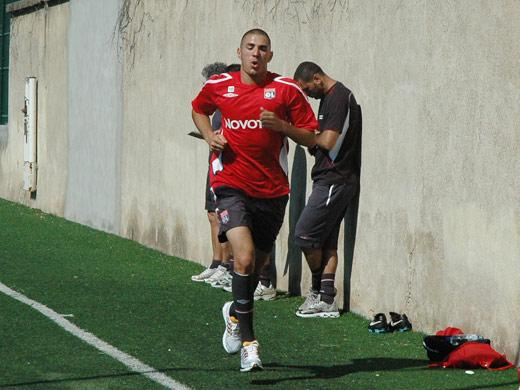
Benzema s'entraînant sous le maillot de l'OL.

Au cours de la saison 2004-2005, Karim Benzema s'illustre avec l'équipe des moins de 18 ans de l'Olympique lyonnais, inscrivant 12 buts en 14 rencontres. Jugé prometteur, il est intégré au groupe professionnel et dispute six matchs de Ligue 1. L'entraîneur Paul Le Guen le fait entrer en jeu pour la première fois le 15 janvier 2005 face au FC Metz. Alors qu'il fait ses débuts dans le championnat de France, Benzema délivre une passe décisive pour Bryan Bergougnoux sur son premier ballon. Il signe son premier contrat professionnel et s'engage avec l'Olympique lyonnais pour une durée de trois ans.
En 2005-2006, Benzema poursuit sa progression en découvrant la Ligue des champions. Face au club norvégien de Rosenborg, lors de la dernière journée de la phase de groupes, Gérard Houllier titularise les jeunes Jérémy Clément, Hatem Ben Arfa et Karim Benzema. À 17 ans, ce dernier y inscrit son premier but en match officiel pour l'Olympique lyonnais. Il dispute treize rencontres de Ligue 1 et est titularisé à quatre reprises. Lors de la 29e journée, le jeune attaquant marque son premier but en championnat face à l'AC Ajaccio. À la fin de la saison, Benzema affirme qu'il veut s'imposer à l'OL, « l'une des meilleures équipes d'Europe » selon lui. Il prolonge alors son contrat jusqu'en 2010.
L'Olympique lyonnais entame la saison 2006-2007 avec une victoire lors du trophée des champions. Menés par le PSG et privés des joueurs ayant pris part à la coupe du monde 2006, les Lyonnais égalisent grâce à un penalty de Benzema, avant de s'imposer lors de la séance de tirs au but. Le joueur trouve peu à peu sa place au sein d'un effectif lyonnais riche en attaquants internationaux, comme les ailiers Sylvain Wiltord et Sidney Govou, ainsi que les attaquants Fred et John Carew, auxquels succède bientôt Milan Baroš. Lors de la 10e journée de Ligue 1, Benzema remplace Fred, sorti sur blessure, et marque le but du break face à Marseille au stade Vélodrome. Blessé à la cuisse en novembre, il ne peut honorer sa première sélection en équipe de France, et est à nouveau écarté des terrains pour plusieurs semaines en janvier 2007. Benzema dispute 21 matchs de championnat au cours de la saison, dont 13 comme titulaire, et inscrit 5 buts. Il marque également en Ligue des champions, face au Steaua Bucarest, puis au Dynamo Kiev. Ce dernier but offre la victoire à son équipe ainsi que la qualification pour les 8e de finale de la compétition.
Au début de la saison 2007-2008, l'OL annonce que Benzema a prolongé son contrat jusqu'en 2012. Celui-ci s'impose en tant que titulaire et inscrit notamment le premier triplé de sa carrière face au FC Metz. L'attaquant s'est fixé comme objectif d'inscrire quinze buts en championnat et atteint ce total dès la 23e journée, après avoir été aligné dans toutes les rencontres. Son 15e but de la saison en Ligue 1 est inscrit sur coup franc, et permet à son club d'égaliser dans les dernières secondes du derby face à Saint-Étienne. La presse britannique commence à s'intéresser au joueur grâce à ses prestations en Ligue des champions. Son doublé face aux Glasgow Rangers permet à l'OL d'accéder aux 8e de finale de la compétition, où il s'illustre de nouveau face à Manchester United. Les médias rapportent l'intérêt d'Alex Ferguson, l'entraîneur des Red Devils, ou encore d'Adriano Galliani, vice-président du Milan AC, pour le jeune joueur. Au terme de la saison, Karim Benzema est désigné meilleur buteur de Ligue 1 grâce à ses 20 réalisations, il inscrit également six buts en coupe de France, un en coupe de la ligue et quatre en Ligue des champions. À l'issue du vote organisé par France Football pour désigner le joueur français de l'année 2007, Benzema se classe troisième derrière Franck Ribéry et Thierry Henry. Ses prestations sont également récompensées par l'UNFP, qui lui décerne le trophée du meilleur joueur de Ligue 1. Malgré les sollicitations des clubs étrangers, l'attaquant signe en mars 2008 une nouvelle prolongation avec l'Olympique lyonnais et s'engage jusqu'en juin 2013. Son contrat est également revalorisé, la presse évoquant un salaire mensuel net compris entre 300 000 et 350 000 euros.
La saison 2008-2009 sera celle de la confirmation pour Karim Benzema. Malgré une saison vierge de trophées, il termine deuxième meilleur buteur de Ligue 1 (17 buts) derrière André-Pierre Gignac (24 buts) et inscrit cinq buts en huit matchs de Ligue des champions. Claude Puel, alors nouvel entraîneur de l'OL, choisit régulièrement de le faire évoluer sur l'aile gauche au cours de la saison. Fin 2008, il est nommé pour le Ballon d'or et termine deuxième derrière Franck Ribéry pour le trophée du meilleur joueur français de l'année 2008. Peu avant la fin de la saison, Benzema annonce qu'il restera à Lyon une saison de plus malgré l'élimination de l'OL en 8e de finale de la Ligue des champions par le FC Barcelone, futur vainqueur de la compétition. À la surprise générale, Karim Benzema, considéré alors comme l'élément indispensable du dispositif lyonnais à la suite du départ annoncé de Juninho, signe malgré tout au Real Madrid dans le courant du mois de juillet 2009.
En 2022, le magazine So Foot le classe dans le top 1000 des meilleurs joueurs du championnat de France, à la 103e place.

### Real Madrid (2009-2023)

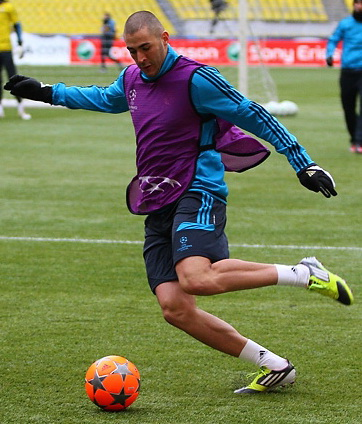
2009-2010 : Benzema au Real Madrid à l'entraînement.

Le 1er juillet 2009, Karim Benzema est transféré au Real Madrid pour 35 millions d'euros (plus six millions d'euros de bonus liés à ses performances sportives). Il signe un contrat de six ans en faveur du club espagnol et est présenté le soir même dans l'enceinte mythique du stade Santiago-Bernabéu devant 15 000 supporteurs madrilènes en tant que troisième recrue star du club, quelques jours après les signatures de Kaká et Cristiano Ronaldo. À 21 ans, Karim Benzema paraphe alors un contrat estimé à 6,5 millions d'euros par an. Malgré une très bonne pré-saison à l'issue de laquelle il termine co-meilleur buteur avec cinq réalisations (aux côtés de Raúl), sa première saison dans la capitale espagnole s'avère difficile. Ne comprenant pas la langue, Benzema subit quelques problèmes d'intégration et a du mal à communiquer avec ses coéquipiers. Alors qu'il commence la saison dans un rôle de titulaire, ses difficultés commencent à se ressentir sur le terrain et l'entraîneur Manuel Pellegrini décide de titulariser Gonzalo Higuaín de plus en plus fréquemment. Durant tout le mois de janvier 2010, Benzema retrouve une place première dans l'équipe, profitant ainsi de l'indisponibilité d'Higuaín, mais ne parvient pas à véritablement s'imposer malgré un doublé décisif pour la course au titre au Deportivo La Corogne. Il récupère son statut de remplaçant dès le retour de l'Argentin. Une pubalgie récurrente l'éloigne alors des terrains pendant cinq semaines, fragilisant encore une première saison difficile. Benzema dispute 27 matchs de Liga, dont quatorze comme titulaire, et inscrit huit buts. Blessé aux adducteurs, il assiste à l'élimination de son club en huitièmes de finale retour de la Ligue des champions contre son ancien club de Lyon (1-1) en tant que spectateur, après avoir participé en tant que remplaçant à la défaite du match aller. En Liga, le Real Madrid bat son record de points inscrits sur une saison mais termine vice-champion d'Espagne derrière le FC Barcelone.

#### L'époque sous Mourinho (2010-2013)

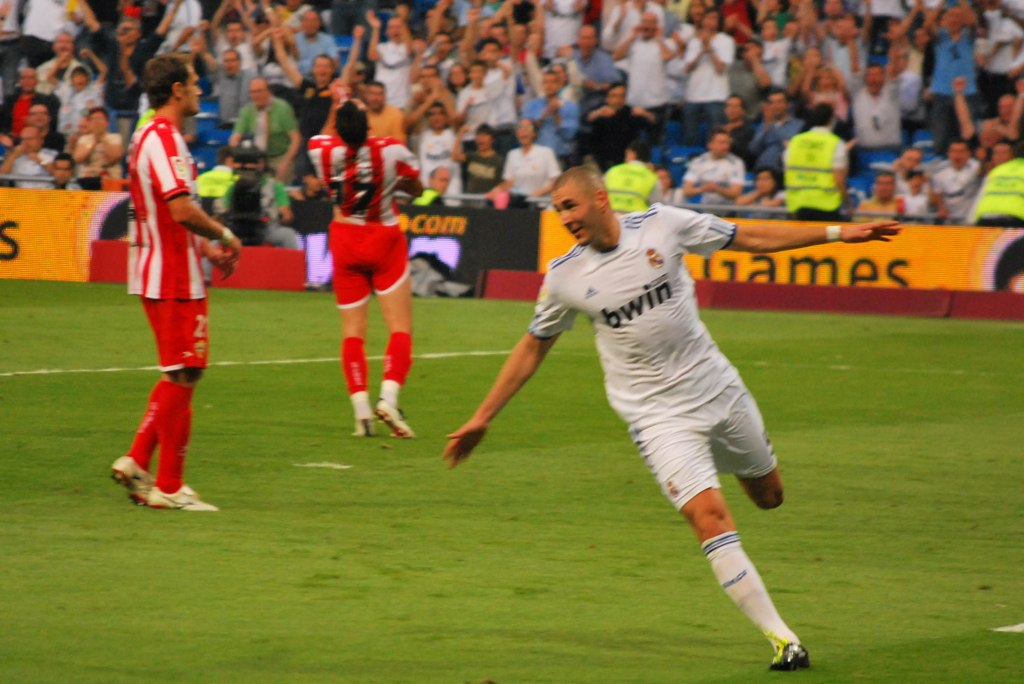
2010-2011 : Benzema célébrant son but.

Avant de commencer sa deuxième saison à Madrid, Karim Benzema annonce son objectif de s'imposer à la pointe de l'attaque madrilène et assure vouloir « marquer à tous les matchs ». Mais il commence la saison en tant que remplaçant, le nouvel entraîneur José Mourinho lui préférant Gonzalo Higuaín et Ángel Di María. Fin novembre, Higuaín contracte une hernie discale qui le rend indisponible pour plusieurs mois. Benzema en profite pour inscrire son premier triplé avec le Real Madrid face à l'AJ Auxerre en Ligue des champions puis récidive deux semaines plus tard avec un nouveau triplé en coupe du Roi face à Levante. Délivré de toute concurrence, Benzema est propulsé titulaire à la pointe de l'attaque madrilène et s'impose durablement en marquant dix-neuf buts en vingt-cinq rencontres toutes compétitions confondues. Comme lors de la saison précédente, le Real Madrid affronte l'Olympique lyonnais en 8e de finale de la Ligue des champions. Benzema commence le match aller sur le banc madrilène et remplace Emmanuel Adebayor à l'heure de jeu, puis ouvre le score sur son premier ballon moins d'une minute plus tard. Son 100e but en match officiel chez les professionnels est alors le premier de l'histoire encaissé par l'Olympique lyonnais dans son stade de Gerland face au Real Madrid. Il marque de plus en plus régulièrement, inscrivant notamment trois doublés d'affilée en Liga face à Málaga, Santander et Alicante, et gagne finalement la confiance de son entraîneur José Mourinho qui le titularise systématiquement. Le 16 mars 2011, il inscrit le but du break face à son club formateur, lors du match retour de la Ligue des champions. Il sort sous l'ovation du public madrilène à la 85e minute et confirme son ascension. Mais le retour de l'Argentin, combiné aux nouvelles dispositions tactiques de Mourinho pour la quadruple confrontation face au rival barcelonais, relancent la concurrence entre Cristiano Ronaldo, Emmanuel Adebayor, Gonzalo Higuaín et Karim Benzema pour le poste d'avant-centre. L'ancien lyonnais ne participe pas à la finale de la coupe du Roi remportée par son équipe face aux blaugranas, mais reste titulaire lors des matchs d'une Liga promise à ces derniers. Benzema continue à marquer en Liga mais est de nouveau écarté pour les demi-finales de Ligue des champions perdues contre Barcelone, qui remportera finalement la compétition. Vice-champion d’Espagne à quatre points du grand rival barcelonais, il termine deuxième meilleur buteur du club derrière Cristiano Ronaldo en inscrivant 26 buts toutes compétitions confondues, dont six en huit matchs de Ligue des champions.

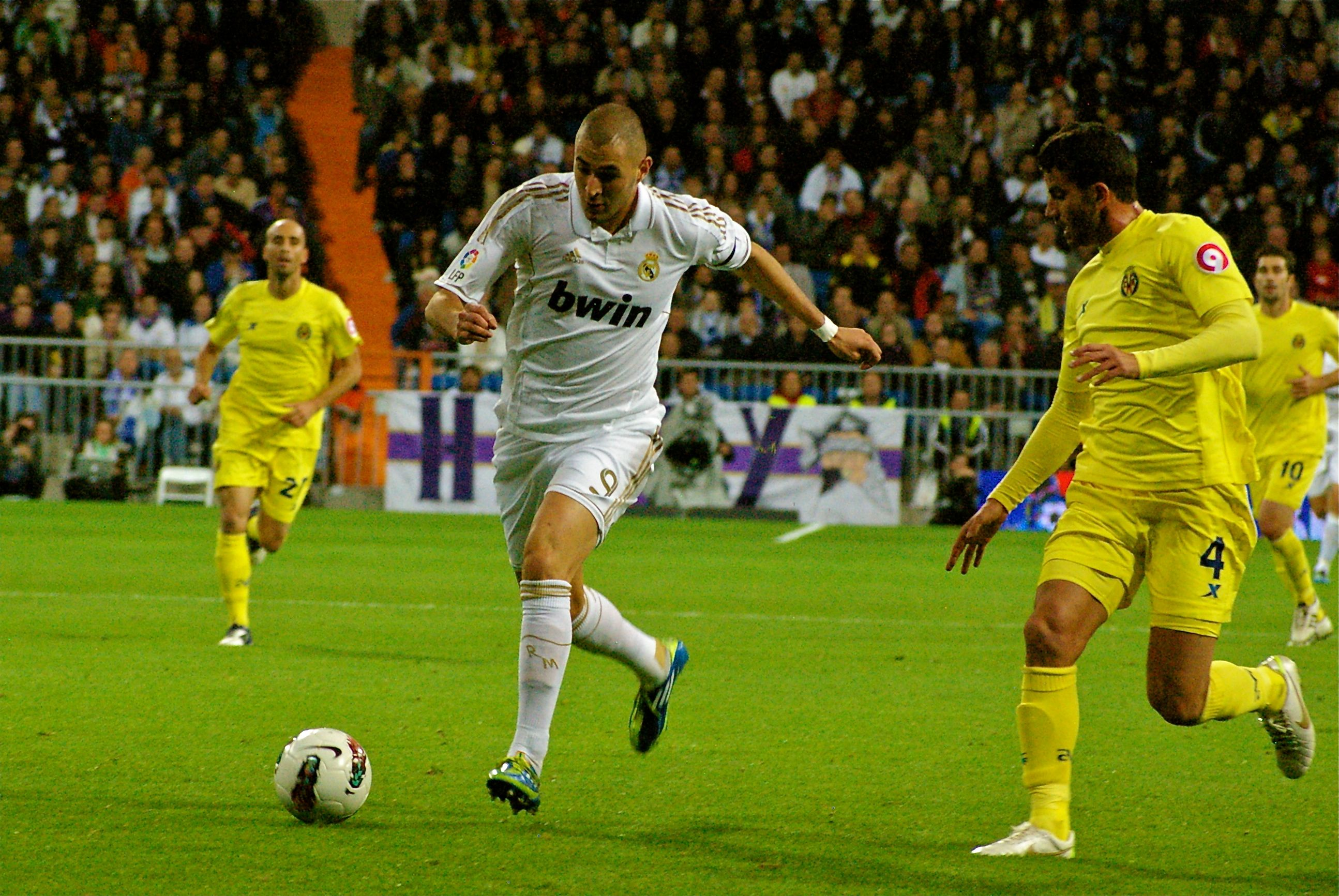
2011-2012 : Benzema face à Villareal.

Meilleur buteur de la pré-saison avec neuf buts inscrits en huit rencontres, Karim Benzema commence sa troisième saison au poste de titulaire à la pointe de l'attaque madrilène. Un statut qu'il confirme matchs après matchs, reléguant Gonzalo Higuaín au banc des remplaçants durant toute la saison. Benzema se montre décisif dès la supercoupe d'Espagne disputée contre le FC Barcelone en distribuant deux passes décisives et en marquant un but. Il enchaîne en Liga dès la troisième journée en marquant son premier doublé de la saison. Il retrouve l'Olympique lyonnais en phase de poules de la Ligue des champions, contre qui il inscrit un but et distribue une nouvelle passe décisive, recevant au passage les félicitations de Zinédine Zidane, voyant en lui le possible « leader » dont pourrait avoir besoin l'équipe de France. Lors du match contre le Dinamo Zagreb en phase de poules, il réalise un doublé et délivre une passe décisive, inscrivant le but le plus rapide de l'histoire du Real Madrid en ligue des champions après 83 secondes de jeu. Lors du Clásico en Liga du 10 décembre 2011, il marque le but le plus rapide de l'histoire des Clásico après 21 secondes de jeu sur un mauvais dégagement du gardien catalan, Víctor Valdés. Finalement défait par les Catalans (1-3), l'ancien lyonnais obtient des médias espagnols à l'unanimité, la meilleure note du match côté madrilène. Le 3 janvier 2012, Benzema entre à la pause en coupe du Roi et marque en fin de match le but de la victoire, qui lui vaut d'être qualifié de « sauveur » par la presse espagnole puis inscrit un doublé contre Grenade, marquant ses 50e et 51e buts avec le Real Madrid. Il devient le meilleur buteur français de l'histoire du Real Madrid devant Zinédine Zidane, quelques jours avant d'offrir à son équipe des retrouvailles précoces avec le FC Barcelone pour les quarts de finale de la coupe du Roi. Durant le match retour, il entre en cours de jeu et égalise d'une reprise de volée après avoir effectué un coup du sombrero sur Carles Puyol. Une égalisation qui ne permet pas aux Madrilènes de se qualifier mais qui permet à Benzema de rejoindre Thierry Henry et Zinédine Zidane au nombre de buts marqués par un joueur français lors des Clásico. Le 24 mars 2012, il s'offre un nouveau doublé face à la Real Sociedad et devient le meilleur buteur français de l'histoire de la Liga devant Zinédine Zidane, trois jours avant de s'offrir le doublé à Nicosie en quarts de finale de la Ligue des champions. Il ouvre ensuite le score contre Osasuna d'une reprise de volée d'un angle très fermé, que la presse compare avec le célèbre but de Marco van Basten avec les Pays-Bas en 1988. Le 3 mai 2012, il remporte la Liga à deux journées du terme. Son équipe totalise 100 points en fin de championnat, les séparant de neuf points du dauphin barcelonais, et établissant un nouveau record du nombre de points marqués dans les championnats de l'élite européenne. Karim Benzema termine la saison avec 21 buts en Liga et sept en Ligue des champions. Il est le deuxième meilleur buteur du club derrière Cristiano Ronaldo pour la deuxième année consécutive, et réalise sa saison la plus prolifique avec 32 buts et treize passes décisives toutes compétitions confondues.

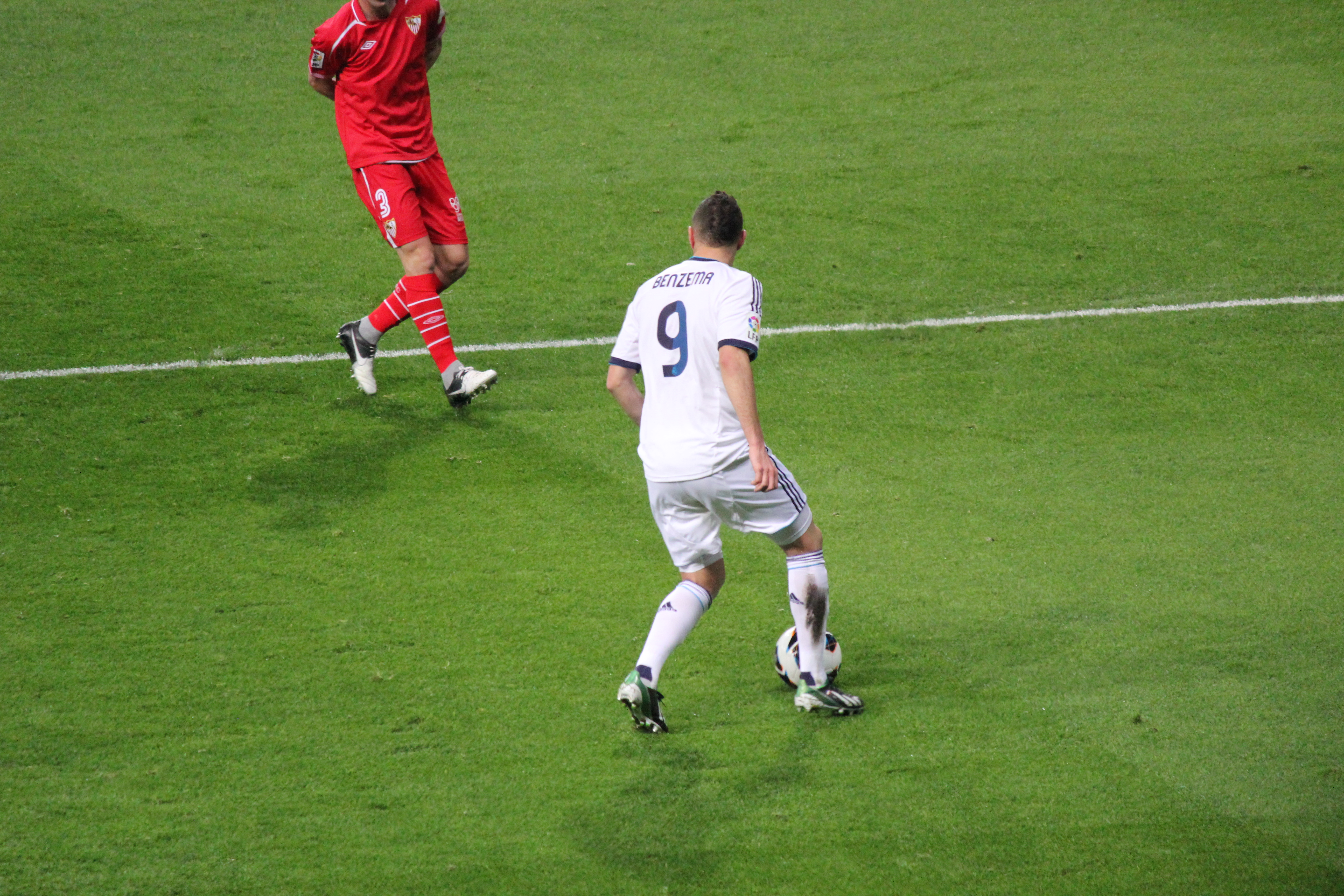
2012-2013 : Benzema face au FC Séville.

Benzema commence sa quatrième saison sous les couleurs madrilènes en remportant la supercoupe d'Espagne face au rival barcelonais. Il partage la pointe de l'attaque madrilène avec Gonzalo Higuaín durant toute la saison, Mourinho choisissant d'alterner entre ses deux attaquants. Il marque son premier but de la saison le 15 septembre pour égaliser face à Manchester City avant que Cristiano Ronaldo ne marque le but de la victoire dans les derniers instants (3-2). Trois jours plus tard, il marque son premier but de la saison en Liga sur la pelouse du Rayo Vallecano. Le 3 octobre, il se fait remarquer en marquant après une bicyclette face à l'Ajax d'Amsterdam. Le 29 octobre 2012, Karim Benzema se distingue en faisant partie des 23 nommés au Ballon d'or pour la quatrième fois de sa carrière. Il est par ailleurs le seul joueur français à figurer sur la liste. Le 2 mars 2013, Karim Benzema est titularisé pour le Clásico en Liga et marque sur sa première occasion dès la 6e minute. Il devient le meilleur buteur français lors d'un Clásico avec cinq buts inscrits, devant Thierry Henry et Zinédine Zidane. Le Real Madrid l'emporte 2-1 et inflige ainsi une deuxième défaite consécutive à son rival, quatre jours après l'avoir éliminé de la coupe du Roi. Pour la troisième année consécutive, le Real Madrid est éliminé de la Ligue des champions aux portes de la finale. Opposés au Borussia Dortmund en demi-finales, les Espagnols perdent le match aller 4-1 en Allemagne, Higuaín étant préféré à Benzema à la pointe de l'attaque madrilène. Lors du match retour, il entre à l'heure de jeu alors que le Real Madrid est tenu en échec 0-0. Une entrée décisive au cours de laquelle il marque un but et offre une passe décisive à Sergio Ramos. Une victoire 2-0 alors insuffisante pour compenser la déroute du match aller. Le dernier espoir de titre pour les Madrilènes repose sur la finale de la coupe du Roi face aux rivaux de l'Atlético Madrid. Benzema y est titulaire et trouve le poteau au cours du match, mais les Merengues s'inclinent deux buts à un et terminent une saison vierge de trophées. Pour la troisième saison consécutive, Benzema termine deuxième meilleur buteur du club derrière l’indétrônable Cristiano Ronaldo.

#### 4 étoiles (2014-2018)

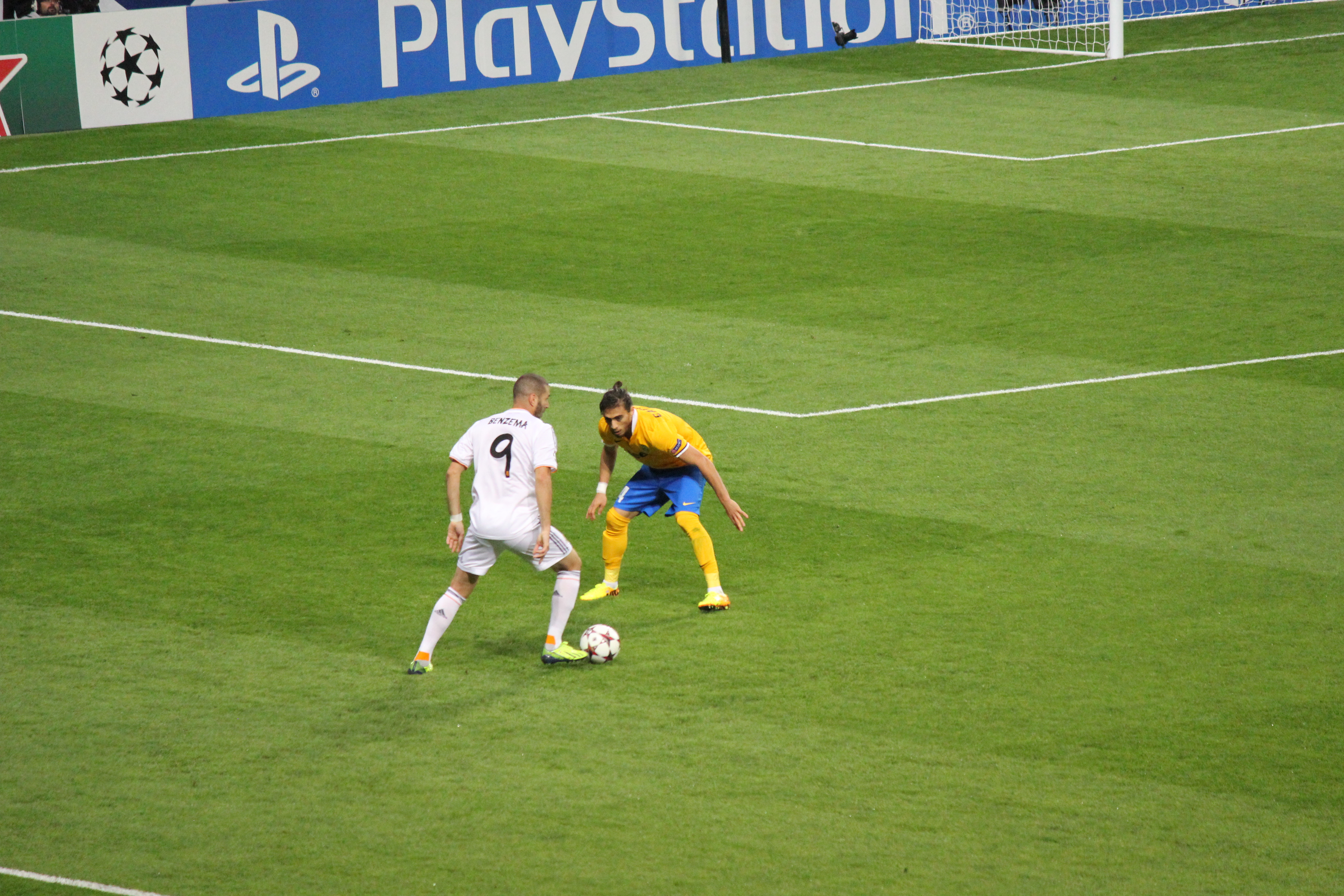
2013-2014 : Benzema en ligue des champions.

Le début de la saison 2013-2014 est marqué par le départ de José Mourinho, remplacé par Carlo Ancelotti. Après trois échecs consécutifs en demi-finales de Ligue des champions, l'objectif du nouvel entraîneur italien est de conquérir la fameuse décima, douze ans après la victoire offerte par Zinédine Zidane en finale de la coupe aux grandes oreilles. Ce dernier devient alors entraîneur adjoint et le départ de Gonzalo Higuaín libère Karim Benzema de toute concurrence pour le poste d'avant-centre. Le 23 novembre 2013, Karim Benzema participe à son 200e match pour le Real Madrid en marquant un but face à Almería. Le 18 janvier 2014, à l'occasion de la 20e journée de Liga contre le Betis Séville, Benzema inscrit son 100e but pour la maison blanche. Le 8 février 2014, il inscrit ses 103e et 104e face à Villarreal et égale son modèle de jeunesse, le Brésilien Ronaldo. Le 26 février, il inscrit deux buts et distribue deux passes décisives lors de la victoire (6-1) en 8e de finale de la Ligue des champions face à Schalke 04, accompagnant les doublés de Cristiano Ronaldo et Gareth Bale. Le trio alors surnommé « BBC » (Bale, Benzema, Cristiano) par les médias fonctionne à merveille, totalisant à eux trois 97 buts au cours de la saison. Le 12 avril 2014, Benzema dispute son 228e match avec le Real Madrid face à Almería et devient le joueur français au plus grand nombre de sélections pour le club madrilène, félicité par son prédécesseur et entraîneur adjoint Zinédine Zidane (227 sélections). La Liga est l'occasion d'une lutte acharnée qui voit finalement l'Atlético Madrid terminer champion d'Espagne avec trois points d'avance sur le FC Barcelone et le Real Madrid. Les Madrilènes remportent eux la coupe du Roi en éliminant sèchement les futurs champions de l'Atlético Madrid en demi-finales sur un score cumulé de 5 à 0, avant de gagner la finale 2-1 face aux Barcelonais. Pour la quatrième année consécutive, le Real Madrid atteint les demi-finales de la Ligue des champions. Les favoris et tenants du titre du Bayern Munich sont alors l'obstacle à franchir pour accéder à la finale tant attendue. Karim Benzema se montre décisif en inscrivant le but de la victoire au cours du match aller (1-0), plaçant les Madrilènes dans les meilleures conditions avant d'aller défier les Munichois sur leur base. À Munich, les Espagnols infligent un 4-0 sans appel au tenant du titre et se qualifient pour leur première finale depuis douze ans. Diminué physiquement à la suite d'une blessure contractée à la cuisse, Benzema est malgré tout titulaire au cours de la finale disputée face à l'Atlético Madrid. Il s'agit alors du cinquième derby entre les deux clubs au cours de la saison. Le Real Madrid l'emporte 4-1 en prolongations après avoir égalisé (1-1) dans les derniers instants du temps réglementaire. Benzema remporte son premier titre européen alors que le club réalise enfin la décima tant attendue. Pour la quatrième année consécutive, Karim Benzema termine deuxième meilleur buteur du club derrière Cristiano Ronaldo, inscrivant 24 buts et distribuant quinze passes décisives au cours de la saison.
Après avoir prolongé son contrat de trois saisons supplémentaires jusqu'en 2019, Karim Benzema commence la saison 2014-2015 en remportant la supercoupe d'Europe face au FC Séville. Le 16 septembre 2014, lors de la première journée de Ligue des champions face au FC Bâle, Benzema marque le 1000e but de l'histoire du Real Madrid en compétition européenne en conclusion d'un double une-deux avec Cristiano Ronaldo. Après un doublé du Français inscrit lors de la septième journée de Liga face à l'Athletic Bilbao, Cristiano Ronaldo déclare que Karim Benzema est le « meilleur attaquant de la Liga et l'un des meilleurs du monde ». Le 22 octobre 2014, il inscrit ses 39e et 40e buts en 67 matchs de Ligue des champions face à Liverpool et devient le troisième joueur de l'histoire à réaliser un doublé à Anfield dans la compétition. Le Real Madrid s'impose 3 buts à 0 et inflige la plus lourde défaite de l'histoire des Reds à domicile en coupe d'Europe. Trois jours plus tard, les Madrilènes accueillent le FC Barcelone pour la 9e journée de Liga. Relégués à quatre points du leader blaugrana, ils s'imposent 3 buts à 1 après que Benzema a inscrit le troisième but de son équipe à l'heure de jeu. Le 29 octobre 2014, Benzema porte le brassard de capitaine du Real pour la première fois de sa carrière lors des 16e de finale aller de la coupe du Roi. Le 4 novembre 2014, les Espagnols reçoivent Liverpool pour la quatrième journée de Ligue des champions. Benzema inscrit le but de la victoire (1-0) avant d'être élu meilleur joueur du mois d'octobre en Liga la semaine suivante. Le 20 décembre 2014, Benzema remporte la première Coupe du monde des clubs de l'histoire du Real Madrid face au club argentin de San Lorenzo. Après un doublé inscrit contre la Real Sociedad pour la 21e journée, il marque son 84e but en Liga face au Deportivo La Corogne le 14 février 2015 et dépasse ainsi les 83 buts inscrits par son idole de jeunesse Ronaldo. Il devient par la même occasion le joueur de l'histoire du Real Madrid à avoir inscrit le plus grand nombre de buts au cours des six premières saisons passées au club, derrière son coéquipier Cristiano Ronaldo. Lors de la 24e journée, Benzema ouvre le score face à Elche et devient le troisième joueur présent en Liga (avec Cristiano Ronaldo et Lionel Messi) à avoir inscrit au moins un but face aux 19 autres équipes qui participent à la compétition cette saison. Blessé au genou droit lors du quart de finale aller de Ligue des champions disputé chez l'Atletico Madrid et éloigné des terrains durant un mois, il est titularisé dès son retour pour la réception de la Juventus Turin en demi-finale, après la défaite subie en son absence au match aller (1-2). Tenus en échec un but partout par les Turinois, les Madrilènes sont éliminés aux portes de la finale. Quatre jours plus tard, Benzema se blesse à nouveau lors de la 37e journée d'une Liga dont le Real Madrid termine dauphin du FC Barcelone. Pour la cinquième année consécutive, il termine la saison deuxième meilleur buteur du club derrière Cristiano Ronaldo.

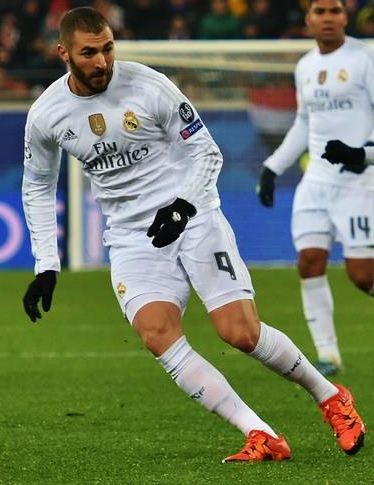
2015-2016 : Karim Benzema en Ligue des Champions.

Karim Benzema entame sa 7e saison pour le club madrilène sous les ordres de Rafael Benítez, nommé entraîneur du Real Madrid le 3 juin 2015 après le limogeage de Carlo Ancelotti. Au cours de la première journée de Ligue des champions disputée face au Chakhtar Donetsk, il inscrit son 43e but dans la compétition et entre dans le top 10 des meilleurs buteurs de l'histoire de la Ligue des champions, avant d'offrir le fauteuil de leader du championnat espagnol à son équipe en inscrivant un doublé contre l'Athletic Bilbao pour la cinquième journée de Liga. Auteur d'un début de saison remarqué avec sept buts inscrits en huit rencontres, il est victime d'une blessure à la cuisse à l'occasion d'un match amical disputé avec l'équipe de France le 8 octobre 2015. Éloigné des terrains durant plus de six semaines, il est titularisé dès son retour pour la réception du FC Barcelone en Liga le 21 novembre 2015. Au cours de la sixième journée de Ligue des champions, Karim Benzema inscrit un triplé face au Malmö FF et devient le troisième meilleur buteur en activité de l'histoire de la compétition. 
Il finit la saison en Liga avec 24 buts soit son meilleur total avec le Real Madrid dans cette compétition. Pour la sixième année consécutive, il finit deuxième meilleur buteur du club avec 28 buts derrière Cristiano Ronaldo.
Le 7 décembre 2016, Karim Benzema égale Thierry Henry, meilleur buteur français jusqu'alors de l'histoire de la Ligue des champions. C'est face au Borussia Dortmund lors du dernier match de poules qu'il inscrit ses 49 et 50e but. Son doublé n'a cependant pas permis au Real de prendre la première place du groupe, récupérée par Dortmund à la suite du but du 2-2 de Marco Reus inscrit à la 88e minute.
Le 31 mars 2018, à l'occasion d'un déplacement à Las Palmas, qui se solde par une victoire 0-3, il porte pour la première fois le brassard de capitaine du Real Madrid. Il y dispute également le 400e match de sa carrière chez les Merengue et inscrit un but sur pénalty.
Le 26 mai 2018, lors de la finale de la Ligue des champions que le Real remporte 3 buts à 1 contre Liverpool, Benzema inscrit le premier but de son équipe. Ainsi, il devient le premier français, depuis Zidane en 2002, à marquer en finale de la C1.

#### L'après CR7: patron du Real (2018-2021)
L'été 2018 est marqué par le départ de Cristiano Ronaldo - coéquipier de Benzema depuis 2009 et meilleur buteur de l'histoire du club - à la Juventus Turin. En conséquence, la saison 2018-2019 du Real Madrid se révèle être plus délicate. Le club est éliminé de manière surprenante en huitièmes de finale de la Ligue des Champions par l'Ajax Amsterdam, et finit troisième du championnat avec de nombreuses prestations en demi-teintes. Cependant, cette saison voit aussi la montée en puissance de Karim Benzema, qui trouve une place de leader offensif en l'absence de l'illustre attaquant portugais. Le français impressionne en effet par sa capacité à être décisif, et obtient un record symbolique en devenant le premier joueur de l'histoire du club à marquer seul et consécutivement 8 buts pour le club, et terminera la saison avec 21 buts en championnat. Son influence dans le jeu, ses performances athlétiques mais aussi ses talents de buteur prennent une autre dimension, Benzema terminant meilleur buteur de la tête dans les grands championnats. Il est couronné meilleur joueur de la saison au club, et meilleur français évoluant à l'étranger par l'UNFP.
Lors de la saison 2019/2020, la deuxième post-Cristiano Ronaldo, Karim Benzema prend encore plus de responsabilités et réalise une saison pleine. Régulier et décisif, il réalise un très bon début de saison (10 buts en 12 matches de championnat), et permet au Real Madrid de se qualifier pour les huitièmes de finales de la Ligue des Champions avec notamment des doublés contre Galatasaray et le Paris Saint-Germain. Blessé, il manque les matches de Supercoupe d'Espagne 2020 que son équipe remporte néanmoins. Mise en pause en raison de la crise sanitaire liée au virus Covid-19, la saison reprendra finalement en juin. Benzema s'illustrera dans le jeu et dans les buts et sera sacré meilleur joueur de la Liga pour mois de juin de 2020, avant d'être sacré champion d'Espagne avec son équipe et meilleur joueur de la saison en championnat, où il termine à nouveau avec un total de 21 buts. Cependant, son club est à nouveau éliminé en huitièmes de finale de la Ligue des Champions, cette fois face à Manchester City, malgré un but de Benzema au match retour.
La saison 2020/2021 va voir Benzema confirmer encore plus son rôle de leader au sein des Merengues. Toujours aussi décisif en championnat, il devient le meilleur passeur de l'histoire du club, et se révèlera notamment impressionnant contre les principaux rivaux, l'Atletico Madrid, contre lequel il égalise de manière spectaculaire après un double-contact qui lui permet de s'appuyer sur son coéquipier Casemiro avant de marquer, puis face au FC Barcelone face à qui il ouvre le score d'une madjer. Si Benzema termine à 23 buts et est à nouveau sacré meilleur joueur du championnat espagnol, le Real Madrid perd son titre au profit de l'Atletico Madrid. En Ligue des Champions, Benzema se révèle également spectaculairement décisif. À Monchengladbach, il réduit le score d'une reprise acrobatique dans les dernières minutes (l'équipe reviendra par la suite à 2-2 après avoir été menée 2-0). Il est par la suite buteur contre l'Inter Milan, puis marque un doublé salvateur face au Borussia Monchengladbach (2-0) lors de la dernière journée qui permet au Real Madrid de se qualifier pour les huitièmes de finales. Il sera ensuite buteur contre l'Atalanta en huitièmes de finale, et participera à la qualification de son équipe face aux anglais de Liverpool. En demi-finales, Benzema égalise face aux londoniens de Chelsea à l'aller d'une reprise spectaculaire en enchaînant un contrôle de la tête et une reprise acrobatique puissante. Cependant, les madrilènes seront défaits 2 à 0 au match retour et échoueront aux portes de la finale face au futur vainqueur de la compétition.
Ses performances impressionnantes en club font alors l'unanimité auprès du public et de la presse, et motivent le sélectionneur de l'équipe de France, Didier Deschamps, à le rappeler pour jouer l'Euro 2020 (reporté en 2021) après plus de cinq ans de mise à l'écart.
Benzema est propulsé au rang de superstar au Real Madrid, et est qualifié comme l'un des meilleurs joueurs du monde par de nombreux observateurs. Son travail physique et sa régularité lui permettent malgré son âge (33 ans) de se maintenir à un très haut niveau, et de recevoir régulièrement des propositions de prolongation de son club.

#### Capitaine du Real Madrid (2021-2023)
Lors de la saison 2021/2022, Benzema réalise un début de saison canon, inscrivant huit buts et délivrant 7 passes décisives lors des 6 premiers matches de Liga. Il est élu joueur du mois de septembre 2021 en championnat. Ses performances en club ainsi qu'en sélection permettent à l'attaquant français d'avoir le soutien de la presse espagnole pour être un candidat sérieux au Ballon d'or 2021. Karim Benzema finit l'année 2021 avec 47 buts et 14 passes décisives, soit sa meilleure année civile jusqu'à présent individuellement. Meilleur buteur de l'équipe de France, du championnat et du Real Madrid.
Il atteint puis dépasse la barre des 300 buts avec le Real Madrid, en marquant un doublé face au Valence CF le 9 janvier 2022, match de la vingtième journée de championnat.
Le 9 mars 2022, il inscrit un triplé en seconde période face au Paris Saint-Germain, dont notamment deux buts en deux minutes, permettant au Real Madrid d'arracher une qualification qui semblait inespérée après la défaite 1-0 au match aller et le retard d'un but à la mi-temps du match retour. Il atteint ainsi les 309 buts sous le maillot des Merengues, et devient le troisième meilleur buteur de l'histoire du club en dépassant Alfredo Di Stéfano (308 buts).
Le 14 mars 2022, soit quelques jours après l'exploit réalisé en Coupe d'Europe et dépassé Di Stéfano, Benzema inscrit un nouveau doublé lors du déplacement sur la pelouse du RCD Majorque comptant pour la 28e journée de Liga (0-3), faisant de lui le meilleur buteur français de l'histoire du football avec 413 buts inscrits entre clubs et sélection, dépassant ainsi Thierry Henry et ses 411 unités.
Exceptionnellement, lors de la Ligue des champions 2021-2022, il réalise un deuxième triplé consécutif (après celui des huitièmes de finale face au PSG) en match aller des quarts de finale sur le terrain de Chelsea le 6 avril (3-1).
Lors du match contre le FC Séville du 17 avril, il inscrit son 44e buts sur une saison, toutes compétitions confondues, derrière Just Fontaine (52 buts), Roger Courtois (49 buts), Stéphane Guivarc'h (49 buts) et Jean-Pierre Papin (47 buts).
Il est élu joueur du mois d'avril 2022 en Liga, au cours duquel il inscrit un doublé contre le Celta Vigo, le but de la victoire face au FC Séville ainsi qu'un but face à l'Espanyol Barcelone.
Le 30 avril 2022, il aide le Real à décrocher son 35e titre espagnol avec un but lors d'une victoire 4-0 contre l'Espanyol au Bernabéu. Le 4 mai, il marque un but décisif depuis le point de penalty en prolongation lors du match retour contre Manchester City et a aidé le Real Madrid à atteindre sa 17e finale de Coupe d'Europe
Le 12 mai 2022, lors de l'écrasante victoire 6-0 contre Levante pour le compte de la 36e journée de Liga, Karim Benzema inscrit son 27e de la saison en liga, son 323e pour le club Merengue en 603 matchs disputés, lui permettant ainsi de rejoindre la légende Raúl sur la deuxième marche des meilleurs buteurs de l'histoire du club derrière l'intouchable Cristiano Ronaldo et ses 450 réalisations madrilènes en 438 matchs.
À la fin de la saison 2021-2022 de LaLiga, Benzema a remporté son premier Trophée Pichichi avec 27 buts en 32 matchs
Le 28 mai, il a remporté son cinquième titre en Ligue des Champions après une victoire 1-0 contre Liverpool en finale et a terminé le tournoi en tant que meilleur buteur avec 15 buts.
Le 31 mai, Benzema a été nommé joueur de la saison en Ligue des champions.
Le 10 août, pour la reprise de la saison 2022-2023 lors de la Supercoupe de l'UEFA 2022 opposant les vainqueurs des deux principales Coupes d'Europe, contre l'Eintracht Francfort, Karim Benzema double la mise peu après l'heure de jeu et devient, seul, deuxième meilleur buteur de l'histoire de son club avec 324 réalisations, dépassant ainsi une autre légende madrilène, Raúl.Ce but lui permet d'assurer le succès des siens 2-0 et de remporter ce trophée pour la 4e fois de sa carrière en 5 tentatives.
En août 2022, il reçoit le titre de Joueur de l'année de l'UEFA.
En octobre 2022, il remporte le Ballon d'or France Football dont les règles viennent d'être d'ailleurs renouvelées, et devient ainsi le cinquième joueur Français à avoir reçu cette distinction après Raymond Kopa (1958), Michel Platini (1983, 1984, 1985), Jean-Pierre Papin (1991) et Zinédine Zidane (1998). Il est aussi le 8e joueur du Real Madrid à être récompensé après Alfredo Di Stéfano (1957, 1959), Raymond Kopa (1958), Luís Figo (2000), Ronaldo (2002), Fabio Cannavaro (2006), Cristiano Ronaldo (2013, 2014, 2016, 2017) et Luka Modrić (2018). Il devient à 34 ans le deuxième plus vieux vainqueur du Ballon d'Or derrière Stanley Matthews, premier lauréat de la récompense en 1956, à l'âge de 41 ans.
En avril 2023, il inscrit en sept minutes, un triplé face au Real Valladolid au stade Santiago-Bernabéu (victoire 6-0).
En juin 2023, le Real Madrid annonce qu'il quitte le club, après quatorze années passées chez les Merengues. Il aura remporté cinq fois la Ligue des champions, cinq Coupes du monde des clubs et cinq Supercoupes d'Europe, ainsi que quatre fois le championnat d'Espagne, trois Coupes du Roi et quatre Supercoupes d'Espagne.

### Al-Ittihad Club (depuis 2023)
Peu après l'annonce officielle de son départ du Real Madrid, Karim Benzema s'engage pour trois ans avec le Al-Ittihad Club en Arabie saoudite,. Il effectue une saison 2023-2024 en demi teinte, avec des performances en deçà, des blessures et des problèmes extra sportifs,.

### En équipe de France (2004-2022)

#### Parcours avec les équipes de jeunes (2004-2006)
Lors du printemps 2004, Philippe Bergeroo, alors entraîneur de l'équipe de France des moins de 17 ans, repère le joueur lors du tournoi de Montaigu que Benzema dispute avec l'équipe junior de Lyon. Il est sélectionné pour disputer le championnat d'Europe des moins de 17 ans et s'intègre dans un groupe qui compte déjà dans ses rangs des joueurs offensifs tels que Samir Nasri, Jérémy Ménez et Hatem Ben Arfa. Remplaçant, il inscrit un but lors du premier tour, après être entré en jeu face à l'Irlande du Nord. L'équipe de France remporte la compétition pour la première fois, s'imposant en finale face à l'Espagne.
En 2004-2005, Benzema poursuit son parcours international en inscrivant quatorze buts en dix-sept rencontres avec l'équipe de France des moins de 18 ans. La France remporte la 5e Meridian Cup et Karim Benzema y inscrit cinq buts en quatre rencontres. Il termine la saison avec un quadruplé face à la Slovaquie (4-1).
En 2005-2006, Benzema intègre l'équipe de France des moins de 19 ans. Lors de la phase qualificative pour le championnat d'Europe, les Français sont tenus en échec par la Biélorussie, puis par l'Écosse. L'équipe est éliminée et ne participera pas à la phase finale disputée en Pologne. Benzema inscrit malgré tout quatre buts lors des six matchs qualificatifs.
Lors de l'été 2006, il est appelé par René Girard pour disputer les matchs qualificatifs pour le championnat d'Europe avec l'équipe de France espoirs. Benzema dispute tous les matchs mais la France est éliminée par Israël lors des matchs de barrages. En novembre 2006, il est appelé en équipe de France par le sélectionneur Raymond Domenech, à l'occasion d'un match amical face à la Grèce. Blessé, il ne peut disputer la rencontre, et est alors approché par l'équipe nationale algérienne. Il décline l'invitation, et déclare : « L'Algérie c'est le pays de mes parents, c'est dans mon cœur, mais sportivement, je jouerai en équipe de France ».

#### Les années Domenech (2007-2010)

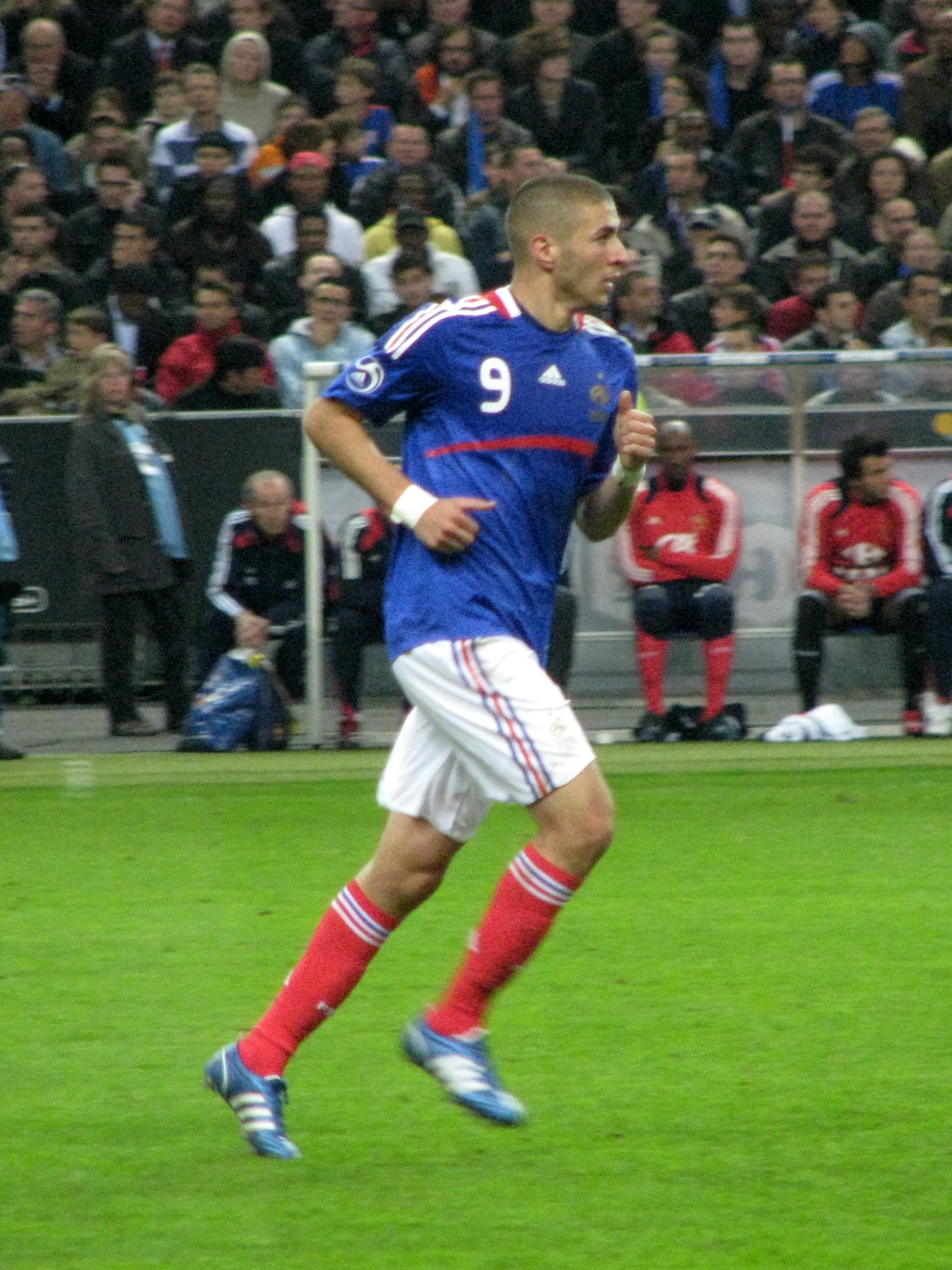
Benzema sous le maillot de l'équipe de France.

Alors âgé de 19 ans, Benzema fait ses débuts internationaux avec l'équipe de France le 28 mars 2007. Entré en jeu à la mi-temps, il inscrit le but vainqueur face à l'Autriche (1-0) en reprenant un coup franc de Samir Nasri. Par la suite, le jeune Lyonnais est régulièrement appelé en équipe nationale. Il participe notamment à cinq matchs qualificatifs pour le championnat d'Europe 2008. Le 13 octobre 2007, il inscrit son premier doublé face aux Îles Féroé après avoir remplacé Nicolas Anelka à la mi-temps. Benzema est alors retenu dans la liste des 23 joueurs français établie par Raymond Domenech pour participer à l'Euro 2008. Titulaire à la pointe de l'attaque tricolore lors de deux des trois matchs de poule, il est associé à Nicolas Anelka face à la Roumanie (0-0) puis à Thierry Henry lors de la troisième journée face à l'Italie, pour une défaite 2 à 0. Entre-temps, Benzema voit l'équipe de France battue sèchement par les Pays-Bas (4-1) du banc de touche. Après un nul et deux défaites, la France quitte la compétition à la dernière place de son groupe.
Après l'élimination prématurée de l'équipe de France au premier tour de l'Euro 2008, Benzema participe aux éliminatoires de la coupe du monde 2010. Placé en position de concurrence directe avec André-Pierre Gignac par Raymond Domenech, il participe à huit des dix matchs qualificatifs mais est écarté par le sélectionneur pour les matchs de barrages difficilement remportés par la France face à l'Irlande, au profit d'André-Pierre Gignac. Il ne sera finalement pas retenu par Raymond Domenech pour participer à la coupe du monde 2010 en Afrique du Sud.

#### Laurent Blanc et l'Euro 2012 (2010-2012)

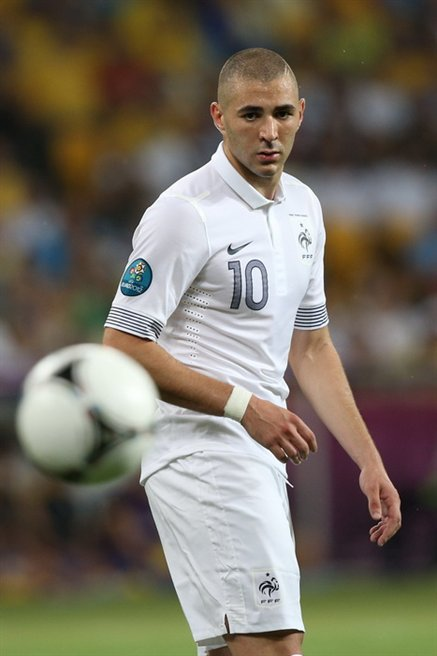
Benzema lors de l'Euro 2012.

Benzema entame les éliminatoires de l'Euro 2012 avec la confiance du nouvel entraîneur Laurent Blanc. L'équipe de France est alors en pleine reconstruction et peine à trouver un nouvel élan après le traumatisme de l'Afrique du Sud. Dans ce contexte difficile et après la défaite subie à domicile lors du premier match des éliminatoires face à la Biélorussie, il inscrit le 7 septembre 2010 un but décisif sur un exploit individuel en ouvrant le score face à la Bosnie-Herzégovine. Il récidive le 12 octobre 2010 face au Luxembourg et le 17 novembre 2010 à Wembley lors d'un match amical face à l'Angleterre. Le 9 février 2011, il inscrit le but de la victoire face au Brésil sur une passe décisive de Jérémy Ménez et confirme son statut de titulaire à la pointe de l'attaque tricolore. Le 2 septembre 2011, il marque son 13e but en sélection face à l'Albanie et offre sa quatrième passe décisive en quatre matchs consécutifs.
Sélectionné logiquement pour l'Euro 2012, Benzema inscrit un doublé contre l'Estonie (4-0) lors du dernier match amical de préparation, le 5 juin 2012. Muet lors du premier match de la compétition face à l'Angleterre (1-1), il réalise deux passes décisives pour Jérémy Ménez et Yohan Cabaye durant le second match face à l'Ukraine, remporté 2 à 0 par la France. Après une défaite sans conséquence face à la Suède (1-2), la France est éliminée par l'Espagne en quart de finale, sur le score de 2 à 0. Attaquant de pointe titulaire du système utilisé par Laurent Blanc, Karim Benzema n'inscrit aucun but, comme à l'euro 2008, lors des quatre matchs de cet Euro, qui apparaît comme un échec personnel et collectif,.

#### Mondial 2014 (2012-2014)
Le 8 juillet 2012, Didier Deschamps est nommé sélectionneur à la tête de l'équipe de France pour tenter de se qualifier à la coupe du monde 2014 se déroulant au Brésil et renouvelle la confiance accordée à Karim Benzema à la pointe de l'attaque tricolore. À la lutte avec l'Espagne championne du monde et double-championne d'Europe en titre lors des éliminatoires, la France termine deuxième de son groupe et doit passer par les barrages face à l'Ukraine pour se qualifier au mondial brésilien.
Lors d'un match amical face à l'Australie (6-0)  le 12 octobre 2013, Benzema met fin à 1 222 minutes sans marquer de buts avec les Bleus. Entré en jeu à la 46e minute à la place d'Olivier Giroud, auteur d'un doublé, Benzema a repris un centre de Franck Ribéry et ainsi inscrit son 16e but personnel sous le maillot bleu. Sa période de disette lui donne le nom de Carême Benzema,.
Il récidive trois jours plus tard lors du dernier match des éliminatoires contre la Finlande (3-0). Titularisé pour le premier match de barrages, Olivier Giroud réalise une terne prestation et les Bleus s'inclinent 2 buts à 0. Benzema est titulaire lors du match retour et inscrit le deuxième but tricolore dans une rencontre de la dernière chance qui s'achève sur une victoire 3-0 et permet à la France de se qualifier in extremis pour le mondial brésilien. Il récidive en ouvrant le score lors d'un match amical face aux Pays-Bas en mars 2014 et confirme son retour en forme. Le 8 juin, il inscrit un doublé et délivre deux passes décisives lors du dernier match de préparation à la coupe du monde face à la Jamaïque.
Pour son premier match en coupe du monde, il inscrit les 199e et 200e buts de sa carrière professionnelle en réalisant un doublé et est à l'origine du troisième but attribué au gardien Noel Valladares contre son camp face au Honduras, pour une victoire 3-0. C'est alors le premier but validé par la goal-line technology dans l'histoire de la compétition. À l'issue de la rencontre, la FIFA le nomme homme du match. Il inscrit son 24e but en sélection contre la Suisse, lors de la victoire 5-2 des Bleus pour le deuxième match de poule. Une rencontre au cours de laquelle il réalise deux passes décisives et obtient un penalty repoussé par le gardien suisse, devenant le premier joueur de l'histoire de l'équipe de France à manquer un penalty en coupe du monde, sans conséquences, les Bleus menant alors déjà par 2 buts à 0. Il marque un deuxième but à la dernière seconde du match qui lui est refusé, l'arbitre ayant sifflé la fin de rencontre juste avant sa frappe. Le joueur est à nouveau élu homme du match à l'issue de cette rencontre. Après le match nul et vierge concédé contre l'Équateur permettant à la France de terminer première de son groupe, la FIFA élit Benzema quatrième meilleur joueur de la phase de poules de la compétition.
Pour les huitièmes de finale de la compétition disputés face au Nigeria, Didier Deschamps choisit d'aligner Benzema sur l'aile gauche, en soutien d'Olivier Giroud. Après une heure de jeu durant laquelle les Tricolores réalisent un match laborieux, ce dernier est remplacé par Antoine Griezmann et Benzema est repositionné à la pointe de l'attaque. La France se qualifie difficilement pour les quarts de finale en inscrivant deux buts en fin de match, pour une victoire 2 à 0. Opposés alors aux Allemands considérés comme faisant partie des grands favoris et futurs vainqueurs de la compétition, les Bleus s'inclinent 1 à 0 après avoir encaissé un but à la 13e minute et ne parviennent pas à égaliser malgré plusieurs occasions. Installé à la pointe de l'attaque durant toute la rencontre et auteur de 7 des 13 frappes au but de l'équipe de France, il voit sa dernière tentative à bout portant détournée de la lucarne par le gardien allemand Manuel Neuer dans les derniers instants du match.
Seul joueur, avec le gardien Hugo Lloris, à avoir pris part à l'intégralité des cinq matchs de la compétition, il occupe la première place du classement statistique des meilleurs joueurs du mondial publié par la FIFA à l'issue des quarts de finale.

#### Préparation de l'Euro 2016 (2014-2015)
Qualifiée d'office pour l'Euro 2016 en tant que pays organisateur de la compétition, l'équipe de France se prépare pendant deux ans par une succession de matchs amicaux. Le 26 mars 2015, à l'occasion de la réception du Brésil au Stade de France, Karim Benzema est promu capitaine de l'équipe nationale pour la première fois de sa carrière, en l'absence du gardien Hugo Lloris. Le 8 octobre 2015, il dispute son dernier match en bleu avant plusieurs années face à l'Arménie (victoire 4-0).

#### Retour en équipe de France pour l'Euro 2020 et vainqueur de la Ligue des nations (2021)
Le 18 mai 2021, Didier Deschamps annonce que Karim Benzema est retenu dans la liste des 26 joueurs appelés en équipe de France, après plus de cinq ans d'absence, pour disputer l'Euro 2020, qui aura lieu du 11 juin au 11 juillet 2021.
Il est aligné d'entrée lors du premier match de préparation des Bleus contre le Pays de Galles à Nice le 2 juin (victoire 3-0) dans une ligne d'attaque à trois avec Kylian Mbappé et Antoine Griezmann, tous deux auteurs d'un but. Il rate un penalty, mais réalise toutefois un bon match, en combinant bien avec ses compères d'attaque, se procurant plusieurs occasions et étant à l'origine du troisième but tricolore marqué par Ousmane Dembélé.
Karim Benzema est titulaire lors des deux premiers matches dans le Groupe F au premier tour de l'Euro, soldés par une victoire face à l'Allemagne (1-0, but contre son camp de Mats Hummels) et un match nul contre la Hongrie (1-1, égalisation d'Antoine Griezmann). Il débloque son compteur de buts, cinq ans et huit mois après le dernier sous le maillot bleu, lors de la troisième et dernière rencontre de la phase de poules en réalisant un doublé face au Portugal, avec un premier but sur penalty, et un deuxième d'un tir croisé, lancé à la limite du hors-jeu par Paul Pogba. Le match s'achève à 2-2, il est élu « homme du match » par l'UEFA et la France termine première de son groupe. Lors du huitième de finale face à la Suisse, il est notamment l'auteur d'un doublé en l'espace de deux minutes (57e minute et 59e minute) qui permet à la France de revenir au score, menée 1-0 depuis la 15e minute. Remplacé avant la fin du temps réglementaire, il ne peut toutefois pas éviter l'élimination de son équipe sur un score final de 3-3 (5-4 aux tirs au but).
Lors du « Final Four » de la Ligue des Nations 2021, disputée au mois d'octobre en Italie, Karim Benzema se montre déterminant, en réduisant le score en demi-finale face à la Belgique d'un tir en pivot, alors que les Bleus sont menés 2-0 (et s'imposent finalement 3-2). Il dépasse à l'occasion le total de Zinédine Zidane en équipe de France en inscrivant son 32e but. En finale, il expédie un tir dans la lucarne contre l'Espagne à l'heure de jeu pour égaliser à 1-1 avant que la France remporte la compétition sur le score de 2-1,. L'attaquant du Real Madrid gagne ainsi son premier trophée avec les Bleus. La presse spécule alors sur sa possibilité de remporter le Ballon d'or 2021, avec le soutien indéfectible de son club,,, Ballon d'or qu'il décroche en 2022, Sadio Mané et Kevin De Bruyne complètent le podium.

#### Forfait pour la Coupe du monde et annonce de sa retraite internationale (2022)
Karim Benzema fait partie des 26 joueurs de l'équipe de France sélectionnés pour disputer la Coupe du monde au Qatar. Le 19 novembre 2022, lors d'un entrainement avec l'équipe de France à Doha au Qatar, Benzema est victime d'une déchirure musculaire au quadriceps gauche. Il est contraint de renoncer à participer à la Coupe du monde. N'ayant pas été remplacé numériquement dans la sélection de Didier Deschamps, la FIFA le considère toujours comme membre de l'équipe, pouvant donc prétendre aux potentielles récompenses des Bleus durant cette compétition, il est donc à ce titre considéré comme finaliste de cette épreuve et donc vice-champion du monde.
Le 19 décembre 2022, le lendemain de la défaite de l'équipe de France en finale de la Coupe du monde 2022, Karim Benzema annonce sa retraite internationale.

### Style de jeu
À l'Olympique lyonnais, Karim Benzema se révèle comme un attaquant moderne, avec des capacités de finisseur impressionnante mais aussi une palette d'attaquant complet : capable d'éliminer facilement grâce à une grande rapidité d'exécution et une très bonne conduite de balle, il n'hésite pas à aller percuter pour amener le danger. Il participe également au jeu de son équipe grâce à sa bonne qualité de passes et sa caractéristique de décrocher en attaque pour venir soutenir le milieu de terrain, à la manière d'un  "9 et demi" tel que Youri Djorkaeff
C'est au Real Madrid que Benzema va appuyer sur ses capacités d'attaquant complet. Il se révèle très altruiste contrairement à l'archétype des avant-centres, en distillant de nombreuses passes décisives et en formant un duo complémentaire avec l'illustre buteur portugais Cristiano Ronaldo. Sa qualité de passes et sa vision du jeu lui permettent d'être très utile au jeu de son équipe. Son altruisme et son utilité sont félicités par ses différents entraîneurs et par les observateurs. Il se décrit lui-même comme un avant-centre avec une âme de meneur de jeu.

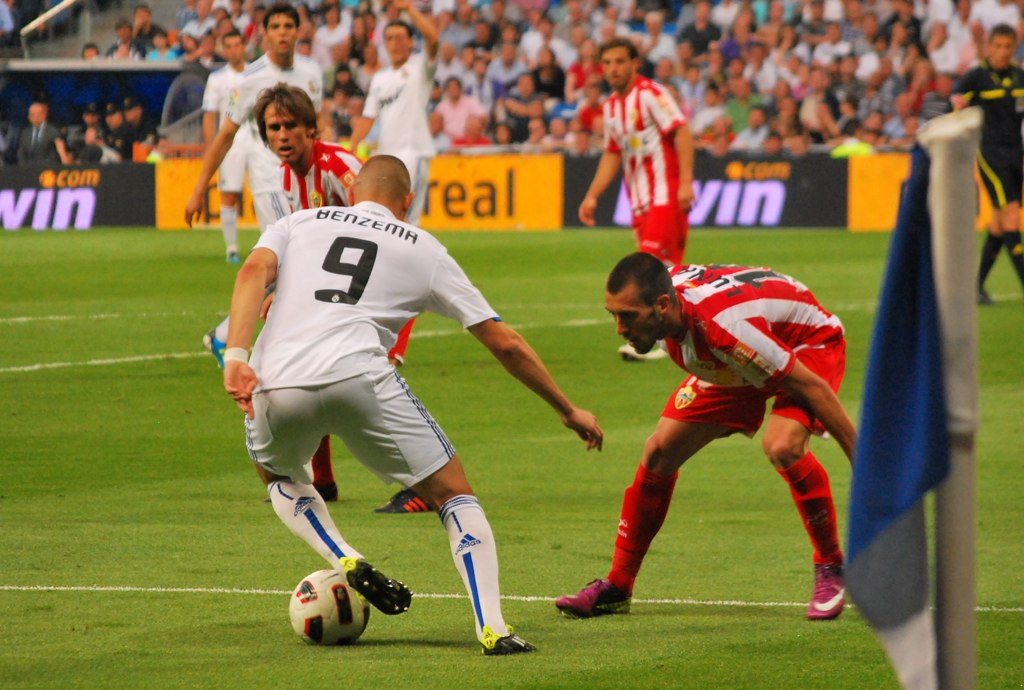
Benzema percutant balle au pied face à Almeria en 2011.

Benzema est un joueur avec une grande maîtrise technique et très peu de déchet technique (notamment grâce à sa précision de passes et une très bonne protection du ballon), en témoigne sa finale de la Ligue des champions 2018 contre Liverpool où il ne perd aucun ballon du match. Il réalise régulièrement des gestes de grande classe, dans les contrôles, les dribbles, mais aussi dans ses passes, comme sa passe décisive talonnade mémorable pour Casemiro contre l'Espanyol de Barcelone en juin 2020. Florentino Perez, président du Real Madrid, décrit Benzema comme un mélange de Ronaldo et de Zidane, idoles de jeunesse de Benzema.
Benzema se décrit lui-même comme un joueur avant d'être un buteur. Il aime autant marquer que faire marquer les autres, et a besoin de participer au jeu de son équipe pour se sentir utile. Il voit avant tout le football comme une manière de faire rêver les spectateurs avec des gestes de grandes classes. Sur le terrain, il est connu pour son attitude exemplaire, comme l'explique Vincent Duluc : « Son attitude est un exemple [...] jamais de simulation, jamais de réaction quand il prend des coups, jamais de carton rouge ».
Le départ de Cristiano Ronaldo en 2018 permet à Benzema de s'imposer comme un leader dans son club, en apparaissant plus tranchant, plus décisif, et meilleur finisseur. Son jeu de tête devient un des points forts de sa palette de buteur, en finissant meilleur buteur européen de la tête (11 buts de la tête sur ses 21 réalisations en championnat) à l'issue de la saison 2018-2019.
Son hygiène de vie lui permet également de rester très performant sur le terrain. Au fil des années, Benzema a réalisé de plus en plus de préparation physique qui lui permet d'être plus affûté, plus endurant et plus dynamique. Son alimentation a également été revue autour de 2017 pour être plus équilibrée et lui permettre de stabiliser son poids autour de 78 kilos, contre 85 en moyenne lors de ses premières saisons au club

## Vie privée

### Vie sentimentale
Le 3 février 2014, Karim Benzema devient père d'une petite fille prénommée Mélia de sa compagne Chloé de Launay.
En 2015, il est en couple pendant l'été avec la chanteuse Rihanna.
En 2017, il épouse la mannequin Cora Gauthier avec qui il a un garçon, Ibrahim, né le 14 mai 2017.
En 2019, Karim revient auprès de Chloé de Launay. Le 12 août 2020, sa compagne met au monde le petit Nouri, leur deuxième enfant.
En 2022, divorcé de Cora Gauthier, il entretient une relation amoureuse avec la mannequin américaine Jordan Ozuna avec qui il a un enfant.
En mai 2025 lors du festival de Cannes, il officialise sa relation avec l'actrice Lyna Khoudri. Leur mariage est prévu en Corse au cours du week-end du 5 et 6 juillet 2025.

### Autres

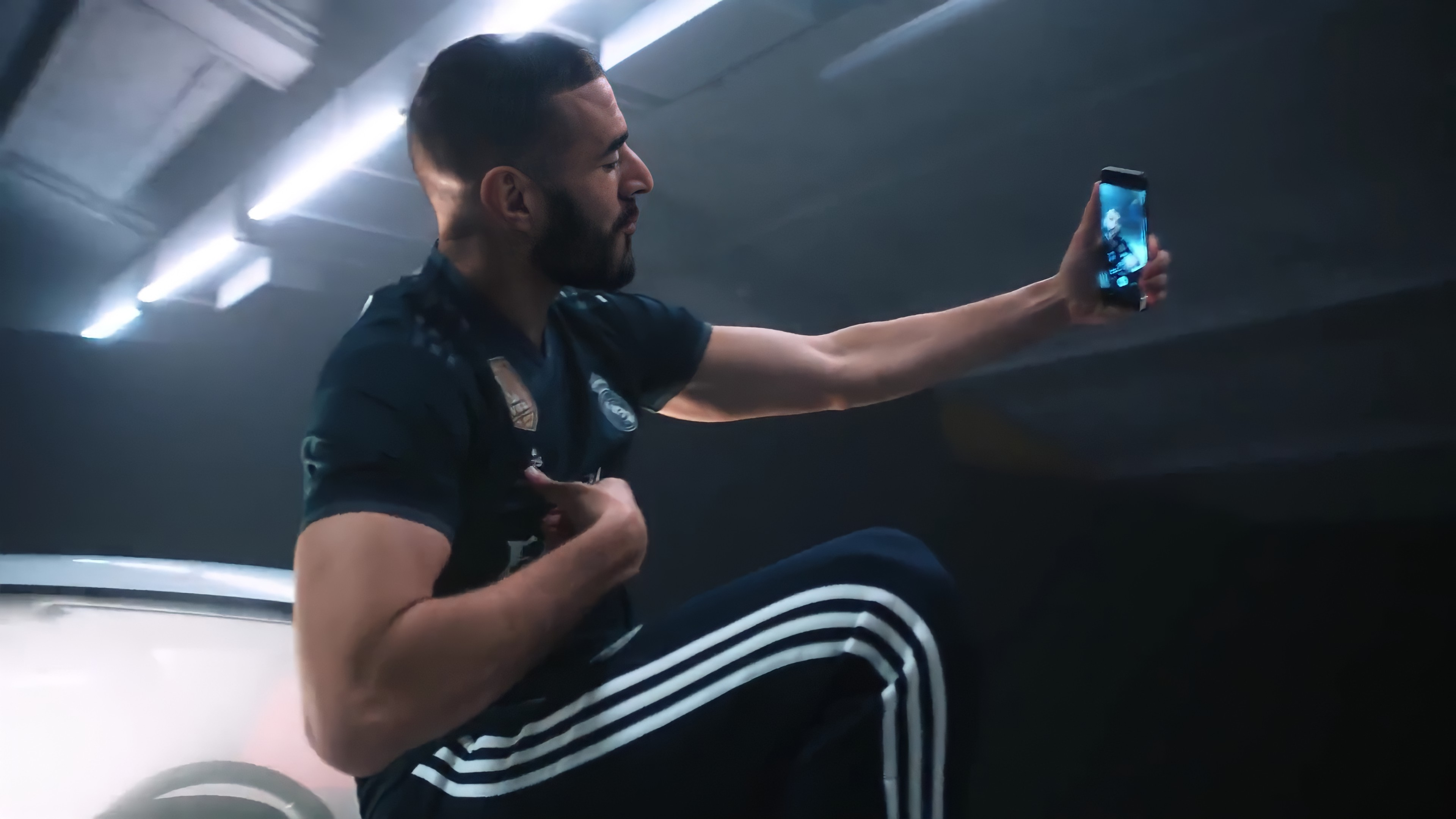
Benzema présentant le maillot third du Real Madrid pour la saison 2018-2019.

Depuis qu'il évolue au niveau international, Benzema participe à de nombreuses campagnes publicitaires. Ambassadeur de l'éditeur américain de jeux vidéo Electronic Arts pour la série FIFA, Benzema est sponsorisé par la société de vêtements de sport allemande Adidas. Il signe plusieurs contrats de sponsoring notamment avec la firme automobile coréenne Hyundai, l'opérateur de téléphonie français SFR, sa filiale BuzzMobile, la banque française LCL et la société de paris sportifs Bwin.
Féru de musiques urbaines, il fait une apparition sur l'album La Cuenta du rappeur Rohff en 2011, dans le titre Fais-moi la passe.

## Affaires judiciaires et controverses

### L'Équipe de France (2006)
Le 6 décembre 2006, il déclare sur RMC, à propos de son éventuelle sélection pour l'équipe d'Algérie : « C'est le pays de mes parents, c’est dans le cœur. Mais bon après sportivement, c'est vrai que je jouerai en équipe de France. Je serai là toujours présent pour l'équipe de France. » puis « C'est plus pour le côté sportif, parce que l’Algérie c'est mon pays, voilà, mes parents ils viennent de là-bas. Après, la France… C'est plus sportif, voilà. ». Par ailleurs, il a toujours refusé de chanter La Marseillaise avant chaque rencontre à cause des paroles guerrières de l'hymne. Ces déclarations seront souvent utilisées voire modifiées par l'extrême droite appelant à son bannissement de l'équipe de France,,.

### Affaire Zahia (2010-2016)
En 2010, Karim Benzema est cité dans l'affaire Zahia, une affaire de proxénétisme de mineures ayant fait grand bruit dans le monde du football. Avec son coéquipier en Bleu Franck Ribéry, il est mis en examen le 20 juillet 2010 pour « sollicitation de prostituée mineure » mais nie toute implication dans cette affaire. En novembre 2011, le parquet de Paris requiert un non-lieu mais en août 2012, le juge ordonne le renvoi devant le tribunal correctionnel. Le 30 janvier 2014, Karim Benzema est relaxé par le tribunal correctionnel de Paris pour sollicitation de prostituée mineure,.
Non sélectionné en équipe de France depuis l'affaire de la sex-tape, Karim Benzema n'est pas retenu dans la liste des 23 joueurs établie par Didier Deschamps en vue du Euro 2016 en France. Son contrôle judiciaire pourtant partiellement levé, il aurait pu prétendre à une sélection puisqu'il était de nouveau sélectionnable. Selon l'ancien joueur Éric Cantona, cette absence et celle d'Hatem Ben Arfa seraient dues à leurs origines nord-africaines. Le 1er juin 2016, Karim Benzema est interviewé par le journal espagnol Marca et revient sur les déclarations de Cantona. L'attaquant madrilène dit ne pas penser que Didier Deschamps soit raciste mais qu'il « a cédé à une partie raciste de la France ». Ces propos à neuf jours de cet Euro à domicile suscitent la polémique et l'indignation, que ce soit dans les médias ou la classe politique. Dominique Sopo, président de SOS Racisme qualifie Karim Benzema d'égoïste s'intéressant au racisme uniquement « lorsque son cas personnel est engagé ».

### Affaire de la sextape et mise à l'écart (2015-2021)
Le  13 octobre 2015 éclate l'affaire de chantage à la sextape visant son coéquipier en équipe de France Mathieu Valbuena et dans laquelle Benzema est mis en examen le 5 novembre 2015 pour « complicité de tentative de chantage et participation à une association de malfaiteurs ». Le joueur madrilène nie toute implication et son lien dans l'affaire viendrait de son ami proche, Karim Zenati, qui est en contact avec un des maîtres chanteurs. Accusé d'avoir fait pression sur Mathieu Valbuena lors d'un rassemblement de l'équipe de France, Karim Benzema est placé sous contrôle judiciaire lui interdisant d'entrer en contact avec son coéquipier.
Le 10 décembre 2015, le président de la FFF Noël Le Graët annonce la suspension provisoire de l'attaquant en équipe de France jusqu'à nouveau développement de l'affaire. Le 17 février 2016, le contrôle judiciaire est levé par le juge d'instruction qui permet à Karim Benzema d'entrer à nouveau en contact avec Mathieu Valbuena. Mais le 13 avril 2016, Didier Deschamps et Noël Le Graët confirment sa mise à l'écart de la sélection pour une durée indéterminée. Ainsi, il ne participe pas à l'Euro 2016 ni à la Coupe du monde 2018. Son absence en équipe de France fait toujours débat chez les spécialistes, Karim Benzema étant performant en club et considéré comme l'un des meilleurs joueurs français.
En réponse à une demande d'invalidation de la procédure pour enquête déloyale (un policier s'étant fait passer pour un représentant de Valbuena auprès des maîtres chanteurs), la Cour d’appel de Versailles confirme la validité de la procédure, décision annulée sur la forme par arrêt de la Cour de cassation le 11 juillet 2017. Le 8 novembre 2018, la Cour d'appel de Paris valide à nouveau l'enquête et la procédure, et la chambre criminelle de la Cour de cassation réunie le 19 juin 2019 renvoie l'affaire en formation pleinière, qui valide finalement l'enquête le 9 décembre 2019. Cela ouvre la voie à un procès en correctionnelle contre Benzema et les quatre autres mis en examen.
En octobre 2019, Noël Le Graët déclare « les Bleus, c'est terminé pour Benzema ». Celui-ci, en réponse, déclare que la décision lui revient et que lui seul mettra un terme à sa carrière internationale.
Le 7 janvier 2021, le parquet de Versailles confirme le renvoi de Karim Benzema devant le tribunal correctionnel.
Le 24 novembre 2021, Karim Benzema a été reconnu coupable de complicité de tentative de chantage par le tribunal de Versailles. Il a été condamné par la Cour d'appel de Versailles pour complicité de tentative de chantage. À l'issue du procès, son avocat Maître Sylvain Cormier déclare « L'appel s'impose car Benzema n'a rien à se reprocher et il sera innocenté »,.
Le 3 juin 2022, Karim Benzema s'est finalement désisté de son appel, son avocat explique un épuisement par cette procédure. Le joueur est donc condamné définitivement à un an de prison avec sursis, et devra verser une amende de 75 000 € ainsi que 80 000 € à Mathieu Valbuena au titre du préjudice moral,.

### Crache sur le terrain après la Marseillaise (2015)
Le 21 novembre 2015, peu avant le début du match Real Madrid-FC Barcelone au stade Santiago-Bernabéu, la Marseillaise est jouée en hommage aux victimes des attentats djihadistes survenus à Paris huit jours plus tôt qui ont fait des centaines de morts et de blessés. Après la fin de l'hymne français, Karim Benzema est filmé en train de cracher sur le terrain. Une polémique éclate et de nombreuses personnalités de droite et d'extrême-droite réclament son bannissement de l'équipe de France. Le 23 novembre suivant, Karim Benzema s'exprime par le biais de son avocat, Me Jakubowicz. Le communiqué indique que le joueur est « extrêmement choqué de l'interprétation qui est donnée à cet acte, en général anodin, pratiqué par tous les footballeurs du monde », qu'il reconnaît qu'il n'aurait pas dû cracher à ce moment-là mais « conteste avec fermeté l'interprétation scandaleuse auquel il donne lieu » et rappelle qu'il a « manifesté sa totale empathie à l'égard des victimes des attentats [...] sur ses comptes Twitter et Instagram ». Malgré cette mise au point, le boxeur Patrice Quarteron, se disant patriote, critique violemment Benzema sur les plateaux télé et les réseaux sociaux à plusieurs reprises, l'accusant d'avoir « craché sur la Marseillaise » et de « s'inventer une vie de gangster » alors qu'il n'aurait « jamais vécu en cité ».

### ClipWalabokdu rappeur Booba (2016)
En mai 2016, il apparaît dans le clip Walabok du rappeur Booba, ce qui suscite une controverse dans la presse espagnole à cause de l'univers gangster de ce clip.

### Proches de Karim Benzema soupçonné dans une tentative d'enlèvement (2018)
Le 18 octobre 2018, des proches de Karim Benzema sont soupçonnés d'être impliqués dans une tentative d'enlèvement. Le 13 novembre 2018, trois de ses proches sont placés en garde à vue puis deux d'entre-deux sont mis en examen pour « tentative d'enlèvement et d'extorsion ».

### Plainte contre Damien Rieu (2022)
En mai 2022, Karim Benzema porte plainte contre Damien Rieu, militant du parti Reconquête, pour diffamation. En 2020, Damien Rieu avait publié deux tweets comparant Benzema à un djihadiste. Damien Rieu s'est justifié en estimant que Karim Benzema avait une responsabilité morale vis-à-vis de la communauté musulmane qui le suit sur les réseaux sociaux : « Si j'ai rédigé ces tweets c'est parce que Karim Benzema envoie des signaux particulièrement ambigus quand il "like" ("aime", NDLR) une publication de quelqu'un qui justifie la décapitation de Samuel Paty et les attentats jihadistes. Quand on est très suivi et notamment par un public musulman, on a une responsabilité. »,. En septembre 2023, Damien Rieu est relaxé par le tribunal judiciaire de Lyon. Le tribunal a estimé que l'infraction de diffamation n'était pas constituée pour le premier tweet. Concernant le second, les juges relaxent Damien Rieu au titre du bénéfice de la bonne foi. En l'occurrence, Damien Rieu s'appuyait sur un like de Karim Benzema apposé sur le post Instagram d'un combattant MMA (Khabib Nurmagomedov) où l'on pouvait lire : « Qu'Allah fasse descendre son châtiment sur celui qui empiète sur l'honneur du prophète. ».

### «Prières pour les habitants de Gaza» et polémique nationale (2023)
Préoccupé par les évènements en Palestine, Karim Benzema tweete le 15 octobre 2023 : « Toutes nos prières pour les habitants de Gaza victimes une fois de plus de ces bombardements injustes qui n’épargnent ni femmes ni enfants. », déclenchant ainsi une polémique nationale,. Le lendemain, le ministre de l'Intérieur, Gérald Darmanin, l'accuse d'être en « lien [...] notoire avec les Frères musulmans » (une organisation considérée comme terroriste dans de nombreux pays comme l'Autriche, la Russie, la Syrie, l'Égypte, le Bahreïn, les Émirats arabes unis et enfin l'Arabie saoudite, où évolue alors le joueur) et de participer ainsi à « un djihadisme d'atmosphère comme le disait Gilles Kepel ». Le surlendemain, un proche du ministre de l'Intérieur précise ses propos de la manière suivante : « Depuis plusieurs années, nous constatons une lente dérive des prises de position de Karim Benzema vers un islam dur, rigoriste, caractéristique de l'idéologie frériste consistant à diffuser les normes islamiques dans différents espaces de la société, notamment dans le sport ». Le même jour, Karim Benzema annonce, par le biais de son avocat, son intention de porter plainte contre le ministre « en application, par exemple, de la loi sur la manipulation de l’information chère à notre gouvernement… et de la diffamation voire de l’injure publique, parce que ce lien inexistant avec les Frères musulmans qu’il dit pourtant notoire est évidemment présenté comme dépréciatif ». Il fait également savoir qu'il portera plainte contre l'eurodéputée Nadine Morano et le publicitaire Frank Tapiro, la première l'ayant traité  d'« agent de propagande du Hamas » et le second de « complice du terrorisme [...] collabo »,.
Se fondant sur les accusations portées par le ministre de l'Intérieur à l'encontre du joueur, la sénatrice Valérie Boyer réclame sa déchéance de nationalité ainsi que le retrait de son Ballon d'Or le 18 octobre,. Le lendemain matin, Éric Zemmour surenchérit, en déclarant à propos de Benzema : « C'est un musulman qui veut appliquer la charia, et [...] la charia prévoit le djihad, et [...] le djihad ça veut dire tuer Dominique Bernard, ça veut dire tuer Samuel Paty »,. À la question du journaliste Thomas Sotto lui demandant s'il fait « un lien entre Karim Benzema [...] et l'assassin du professeur de français », Éric Zemmour répond : « Absolument, je fais un lien direct ». Plus tard dans la journée, Karim Benzema annonce, par le biais de son avocat, son intention de porter plainte contre le polémiste d'extrême droite pour diffamation,. Reconnaissant ne pas avoir de preuves tangibles de la liaison entre Karim Benzema et les Frères musulmans, Darmanin propose à ce dernier de « retirer » ses propos en échange d'un tweet sur la mort de Dominique Bernard.
Le 8 novembre 2023, le sénateur Stéphane Ravier propose d'amender le code civil pour déchoir Karim Benzema de sa nationalité, mais son amendement est rejeté à la discrétion du ministre de l'Intérieur, Gérald Darmanin, sur avis défavorable de Muriel Jourda, corapporteuse du projet de loi pour contrôler l'immigration,.
Le 16 janvier 2024, Karim Benzema annonce porter plainte contre Gérald Darmanin, pour diffamation. Il fait de même à l'encontre d'Éric Zemmour 3 jours plus tard, pour les faits énoncés plus hauts,.
C'est dans ce contexte que Karim Benzema, à nouveau visé pour son identité par le plateau de la chaîne CNews, en tenant des propos islamophobes à l'encontre du joueur français, le comparant aux femmes parties en Syrie,.

## Statistiques

### Statistiques détaillées
| Saison                | Club                  | Championnat           | Championnat | Championnat | Championnat | Coupe nationale | Coupe nationale | Coupe nationale | Coupe de la Ligue | Coupe de la Ligue | Coupe de la Ligue | Supercoupe | Supercoupe | Supercoupe | Compétition(s) continentale(s) | Compétition(s) continentale(s) | Compétition(s) continentale(s) | Compétition(s) continentale(s) | Supercoupe UEFA | Supercoupe UEFA | Supercoupe UEFA | Coupe du monde des clubs | Coupe du monde des clubs | Coupe du monde des clubs | Autres compétitions | Autres compétitions | Autres compétitions | Autres compétitions | Total | Total | Total |
| Saison                | Club                  | Division              | M.          | B.          | P.d.        | M.              | B.              | P.d.            | M.                | B.                | P.d.              | M.         | B.         | P.d.       | Comp.                          | M.                             | B.                             | P.d.                           | M.              | B.              | P.d.            | M.                       | B.                       | P.d.                     | Comp.               | M.                  | B.                  | P.d.                | M.    | B.    | P.d.  |
| 2004-2005             | Olympique lyonnais    | Ligue 1               | 6           | 0           | 1           | -               | -               | -               | -                 | -                 | -                 | -          | -          | -          | -                              | -                              | -                              | -                              | -               | -               | -               | -                        | -                        | -                        | -                   | -                   | -                   | -                   | 6     | 0     | 1     |
| 2005-2006             | Olympique lyonnais    | Ligue 1               | 13          | 1           | 4           | 2               | 2               | 0               | -                 | -                 | -                 | -          | -          | -          | C1                             | 1                              | 1                              | 0                              | -               | -               | -               | -                        | -                        | -                        | -                   | -                   | -                   | -                   | 16    | 4     | 4     |
| 2006-2007             | Olympique lyonnais    | Ligue 1               | 21          | 5           | 5           | 1               | 0               | 0               | 1                 | 0                 | 0                 | 1          | 1          | 0          | C1                             | 3                              | 2                              | 0                              | -               | -               | -               | -                        | -                        | -                        | -                   | -                   | -                   | -                   | 27    | 8     | 5     |
| 2007-2008             | Olympique lyonnais    | Ligue 1               | 36          | 20          | 6           | 6               | 6               | 0               | 2                 | 1                 | 0                 | 1          | 0          | 1          | C1                             | 7                              | 4                              | 1                              | -               | -               | -               | -                        | -                        | -                        | -                   | -                   | -                   | -                   | 52    | 31    | 8     |
| 2008-2009             | Olympique lyonnais    | Ligue 1               | 36          | 17          | 4           | 2               | 1               | 0               | -                 | -                 | -                 | 1          | 0          | 0          | C1                             | 8                              | 5                              | 2                              | -               | -               | -               | -                        | -                        | -                        | -                   | -                   | -                   | -                   | 47    | 23    | 6     |
| Sous-total            | Sous-total            | Sous-total            | 112         | 43          | 20          | 11              | 9               | 0               | 3                 | 1                 | 0                 | 3          | 1          | 1          | -                              | 19                             | 12                             | 3                              | -               | -               | -               | -                        | -                        | -                        | -                   | -                   | -                   | -                   | 148   | 66    | 24    |
| 2009-2010             | Real Madrid           | Liga                  | 27          | 8           | 3           | 1               | 0               | 0               | -                 | -                 | -                 | -          | -          | -          | C1                             | 5                              | 1                              | 1                              | -               | -               | -               | -                        | -                        | -                        | -                   | -                   | -                   | -                   | 33    | 9     | 4     |
| 2010-2011             | Real Madrid           | Liga                  | 33          | 15          | 5           | 7               | 5               | 2               | -                 | -                 | -                 | -          | -          | -          | C1                             | 8                              | 6                              | 1                              | -               | -               | -               | -                        | -                        | -                        | -                   | -                   | -                   | -                   | 48    | 26    | 8     |
| 2011-2012             | Real Madrid           | Liga                  | 34          | 21          | 7           | 5               | 3               | 1               | -                 | -                 | -                 | 2          | 1          | 2          | C1                             | 11                             | 7                              | 5                              | -               | -               | -               | -                        | -                        | -                        | -                   | -                   | -                   | -                   | 52    | 32    | 15    |
| 2012-2013             | Real Madrid           | Liga                  | 30          | 11          | 11          | 8               | 4               | 3               | -                 | -                 | -                 | 2          | 0          | 0          | C1                             | 10                             | 5                              | 4                              | -               | -               | -               | -                        | -                        | -                        | -                   | -                   | -                   | -                   | 50    | 20    | 18    |
| 2013-2014             | Real Madrid           | Liga                  | 35          | 17          | 9           | 6               | 2               | 1               | -                 | -                 | -                 | -          | -          | -          | C1                             | 11                             | 5                              | 5                              | -               | -               | -               | -                        | -                        | -                        | -                   | -                   | -                   | -                   | 52    | 24    | 15    |
| 2014-2015             | Real Madrid           | Liga                  | 29          | 15          | 10          | 3               | 0               | 1               | -                 | -                 | -                 | 2          | 0          | 0          | C1                             | 9                              | 6                              | 1                              | 1               | 0               | 1               | 2                        | 1                        | 0                        | -                   | -                   | -                   | -                   | 46    | 22    | 13    |
| 2015-2016             | Real Madrid           | Liga                  | 27          | 24          | 7           | -               | -               | -               | -                 | -                 | -                 | -          | -          | -          | C1                             | 9                              | 4                              | 0                              | -               | -               | -               | -                        | -                        | -                        | -                   | -                   | -                   | -                   | 36    | 28    | 7     |
| 2016-2017             | Real Madrid           | Liga                  | 29          | 11          | 5           | 3               | 1               | 1               | -                 | -                 | -                 | -          | -          | -          | C1                             | 13                             | 5                              | 0                              | 1               | 0               | 0               | 2                        | 2                        | 1                        | -                   | -                   | -                   | -                   | 48    | 19    | 7     |
| 2017-2018             | Real Madrid           | Liga                  | 32          | 5           | 10          | 1               | 1               | 0               | -                 | -                 | -                 | 2          | 1          | 0          | C1                             | 9                              | 5                              | 1                              | 1               | 0               | 0               | 2                        | 0                        | 0                        | -                   | -                   | -                   | -                   | 47    | 12    | 11    |
| 2018-2019             | Real Madrid           | Liga                  | 36          | 21          | 6           | 6               | 4               | 1               | -                 | -                 | -                 | -          | -          | -          | C1                             | 8                              | 4                              | 2                              | 1               | 1               | 0               | 2                        | 0                        | 1                        | -                   | -                   | -                   | -                   | 53    | 30    | 10    |
| 2019-2020             | Real Madrid           | Liga                  | 37          | 21          | 8           | 3               | 1               | 1               | -                 | -                 | -                 | -          | -          | -          | C1                             | 8                              | 5                              | 2                              | -               | -               | -               | -                        | -                        | -                        | -                   | -                   | -                   | -                   | 48    | 27    | 11    |
| 2020-2021             | Real Madrid           | Liga                  | 34          | 23          | 9           | 1               | 0               | 0               | -                 | -                 | -                 | 1          | 1          | 0          | C1                             | 10                             | 6                              | 0                              | -               | -               | -               | -                        | -                        | -                        | -                   | -                   | -                   | -                   | 46    | 30    | 9     |
| 2021-2022             | Real Madrid           | Liga                  | 32          | 27          | 12          | -               | -               | -               | -                 | -                 | -                 | 2          | 2          | 1          | C1                             | 12                             | 15                             | 2                              | -               | -               | -               | -                        | -                        | -                        | -                   | -                   | -                   | -                   | 46    | 44    | 15    |
| 2022-2023             | Real Madrid           | Liga                  | 24          | 19          | 3           | 5               | 4               | 1               | -                 | -                 | -                 | 2          | 2          | 0          | C1                             | 10                             | 4                              | 1                              | 1               | 1               | 0               | 1                        | 1                        | 1                        | -                   | -                   | -                   | -                   | 43    | 31    | 6     |
| Sous-total            | Sous-total            | Sous-total            | 439         | 238         | 105         | 49              | 25              | 12              | -                 | -                 | -                 | 13         | 7          | 3          | -                              | 133                            | 78                             | 25                             | 5               | 2               | 1               | 9                        | 4                        | 3                        | -                   | -                   | -                   | -                   | 648   | 354   | 149   |
| 2023-2024             | Ittihad Club          | Saudi Pro League      | 21          | 9           | 8           | 1               | 1               | 0               | -                 | -                 | -                 | 2          | 1          | 0          | AFC                            | 3                              | 0                              | 1                              | -               | -               | -               | 2                        | 2                        | 0                        | UAFA                | 4                   | 3                   | 1                   | 33    | 16    | 10    |
| 2024-2025             | Ittihad Club          | Saudi Pro League      | 29          | 21          | 9           | 4               | 4               | 0               | -                 | -                 | -                 | -          | -          | -          | -                              | -                              | -                              | -                              | -               | -               | -               | -                        | -                        | -                        | -                   | -                   | -                   | -                   | 33    | 25    | 9     |
| 2025-2026             | Ittihad Club          | Saudi Pro League      | -           | -           | -           | -               | -               | -               | -                 | -                 | -                 | 1          | 0          | 0          | -                              | -                              | -                              | -                              | -               | -               | -               | -                        | -                        | -                        | -                   | -                   | -                   | -                   | 1     | 0     | 0     |
| Sous-total            | Sous-total            | Sous-total            | 50          | 30          | 17          | 5               | 5               | 0               | -                 | -                 | -                 | 3          | 1          | 0          | -                              | 3                              | 0                              | 1                              | -               | -               | -               | 2                        | 2                        | 0                        | -                   | 4                   | 3                   | 1                   | 67    | 41    | 19    |
| Total sur la carrière | Total sur la carrière | Total sur la carrière | 601         | 305         | 148         | 66              | 39              | 12              | 3                 | 1                 | 0                 | 19         | 9          | 4          | -                              | 155                            | 90                             | 29                             | 5               | 2               | 1               | 11                       | 6                        | 3                        | -                   | 4                   | 3                   | 1                   | 864   | 455   | 198   |

### En sélection nationale
| Saison                | Sélection             | Phases finales              | Phases finales | Phases finales | Phases finales | Éliminatoires | Éliminatoires | Éliminatoires | Ligue des nations | Ligue des nations | Ligue des nations | Matchs amicaux | Matchs amicaux | Matchs amicaux | Total | Total | Total |
| Saison                | Sélection             | Compétition                 | M              | B              | Pd             | M             | B             | Pd            | M                 | B                 | Pd                | M              | B              | Pd             | M     | B     | Pd    |
| --------------------- | --------------------- | --------------------------- | -------------- | -------------- | -------------- | ------------- | ------------- | ------------- | ----------------- | ----------------- | ----------------- | -------------- | -------------- | -------------- | ----- | ----- | ----- |
| 2006-2007             | France                | -                           | -              | -              | -              | 1             | 0             | 0             | -                 | -                 | -                 | 1              | 1              | 0              | 2     | 1     | 0     |
| 2007-2008             | France                | Euro 2008                   | 2              | 0              | 0              | 4             | 2             | 1             | -                 | -                 | -                 | 5              | 0              | 0              | 11    | 2     | 1     |
| 2008-2009             | France                | -                           | -              | -              | -              | 5             | 0             | 0             | -                 | -                 | -                 | 6              | 3              | 0              | 11    | 3     | 0     |
| 2009-2010             | France                | -                           | -              | -              | -              | 3             | 2             | 0             | -                 | -                 | -                 | -              | -              | -              | 3     | 2     | 0     |
| 2010-2011             | France                | -                           | -              | -              | -              | 5             | 2             | 1             | -                 | -                 | -                 | 5              | 2              | 1              | 10    | 4     | 2     |
| 2011-2012             | France                | Euro 2012                   | 4              | 0              | 2              | 2             | 1             | 1             | -                 | -                 | -                 | 6              | 2              | 2              | 12    | 3     | 5     |
| 2012-2013             | France                | -                           | -              | -              | -              | 5             | 0             | 2             | -                 | -                 | -                 | 4              | 0              | 0              | 9     | 0     | 2     |
| 2013-2014             | France                | Coupe du monde 2014         | 5              | 3              | 2              | 4             | 2             | 0             | -                 | -                 | -                 | 4              | 4              | 3              | 13    | 9     | 5     |
| 2014-2016             | France                | -                           | -              | -              | -              | -             | -             | -             | -                 | -                 | -                 | 7              | 1              | 1              | 7     | 1     | 1     |
| 2015-2015             | France                | -                           | -              | -              | -              | -             | -             | -             | -                 | -                 | -                 | 3              | 2              | 1              | 3     | 2     | 1     |
| 2020-2021             | France                | Euro 2020                   | 4              | 4              | 0              | -             | -             | -             | -                 | -                 | -                 | 2              | 0              | 1              | 6     | 4     | 1     |
| 2021-2022             | France                | Ligue des nations 2020-2021 | 2              | 2              | 0              | -             | -             | -             | 8                 | 4                 | 1                 | -              | -              | -              | 10    | 6     | 1     |
| 2022-2023             | France                | Coupe du monde 2022         | 0              | 0              | 0              | -             | -             | -             | -                 | -                 | -                 | -              | -              | -              | 0     | 0     | 0     |
| Total sur la carrière | Total sur la carrière | Total sur la carrière       | 17             | 9              | 4              | 29            | 9             | 5             | 8                 | 4                 | 1                 | 43             | 15             | 9              | 97    | 37    | 19    |

### Liste des matchs internationaux
| Matchs internationaux de Karim Benzema | Matchs internationaux de Karim Benzema | Matchs internationaux de Karim Benzema                      | Matchs internationaux de Karim Benzema | Matchs internationaux de Karim Benzema | Matchs internationaux de Karim Benzema                 | Matchs internationaux de Karim Benzema                                    |
|                                        | Date                                   | Lieu                                                        | Adversaire                             | Résultat                               | Compétition                                            | Notes                                                                     |
| -------------------------------------- | -------------------------------------- | ----------------------------------------------------------- | -------------------------------------- | -------------------------------------- | ------------------------------------------------------ | ------------------------------------------------------------------------- |
| 1.                                     | 28 mars 2007                           | Stade de France, Saint-Denis, France                        | Autriche                               | 1 - 0                                  | Match amical                                           | Entre en jeu à la place de Djibril Cissé à la 46e minute de jeu.          |
| 2.                                     | 6 juin 2007                            | Stade de l'Abbé-Deschamps, Auxerre, France                  | Géorgie                                | 1 - 0                                  | Éliminatoires du Championnat d'Europe de football 2008 | Entre en jeu à la place de Nicolas Anelka à la 92e minute de jeu.         |
| 3.                                     | 22 août 2007                           | Stade Antona Malatinského, Trnava, Slovaquie                | Slovaquie                              | 0 - 1                                  | Match amical                                           | Entre en jeu à la place de Thierry Henry à la 85e minute de jeu.          |
| 4.                                     | 12 septembre 2007                      | Parc des Princes, Paris, France                             | Écosse                                 | 0 - 1                                  | Éliminatoires du Championnat d'Europe de football 2008 | Entre en jeu à la place de Éric Abidal à la 76e minute de jeu.            |
| 5.                                     | 13 octobre 2007                        | Tórsvøllur, Torshavn, Îles Féroé                            | Îles Féroé                             | 0 - 6                                  | Éliminatoires du Championnat d'Europe de football 2008 | Entre en jeu à la place de Nicolas Anelka à la 46e minute de jeu.         |
| 6.                                     | 17 octobre 2007                        | Stade de la Beaujoire, Nantes, France                       | Lituanie                               | 2 - 0                                  | Éliminatoires du Championnat d'Europe de football 2008 | Titulaire.                                                                |
| 7.                                     | 16 novembre 2007                       | Stade de France, Saint-Denis, France                        | Maroc                                  | 2 - 2                                  | Match amical                                           | Titulaire et remplacé par Nicolas Anelka à la 64e minute de jeu.          |
| 8.                                     | 21 novembre 2007                       | Stade olympique de Kiev, Kiev, Ukraine                      | Ukraine                                | 2 - 2                                  | Éliminatoires du Championnat d'Europe de football 2008 | Titulaire et remplacé par Samir Nasri à la 46e minute de jeu.             |
| 9.                                     | 6 février 2008                         | Stade de La Rosaleda, Malaga, Espagne                       | Espagne                                | 1 - 0                                  | Match amical                                           | Entre en jeu à la place de Nicolas Anelka à la 60e minute de jeu.         |
| 10.                                    | 31 mai 2008                            | Stadium de Toulouse, Toulouse, France                       | Paraguay                               | 0 - 0                                  | Match amical                                           | Titulaire et remplacé par Nicolas Anelka à la 63e minute de jeu.          |
| 11.                                    | 3 juin 2008                            | Stade de France, Saint-Denis, France                        | Colombie                               | 1 - 0                                  | Match amical                                           | Titulaire et remplacé par Lassana Diarra à la 65e minute de jeu.          |
| 12.                                    | 9 juin 2008                            | Stade du Letzigrund, Zurich, Suisse                         | Roumanie                               | 0 - 0                                  | Championnat d'Europe de football 2008                  | Titulaire et remplacé par Samir Nasri à la 78e minute de jeu.             |
| 13.                                    | 17 juin 2008                           | Stade du Letzigrund, Zurich, Suisse                         | Italie                                 | 0 - 2                                  | Championnat d'Europe de football 2008                  | Titulaire.                                                                |
| 14.                                    | 20 août 2008                           | Gamla Ullevi, Göteborg, Suède                               | Suède                                  | 2 - 3                                  | Match amical                                           | Titulaire.                                                                |
| 15.                                    | 6 septembre 2008                       | Stade Ernst-Happel, Vienne, Autriche                        | Autriche                               | 3 - 1                                  | Éliminatoires de la Coupe du monde de football 2010    | Titulaire.                                                                |
| 16.                                    | 10 septembre 2008                      | Stade de France, Saint-Denis, France                        | Serbie                                 | 2 - 1                                  | Éliminatoires de la Coupe du monde de football 2010    | Titulaire et remplacé par Nicolas Anelka à la 46e minute de jeu.          |
| 17.                                    | 11 octobre 2008                        | Stade du Phare, Constanta, Roumanie                         | Roumanie                               | 2 - 2                                  | Éliminatoires de la Coupe du monde de football 2010    | Entre en jeu à la place de Florent Malouda à la 38e minute de jeu.        |
| 18.                                    | 14 octobre 2008                        | Stade de France, Saint-Denis, France                        | Tunisie                                | 3 - 1                                  | Match amical                                           | Titulaire et remplacé par Florent Sinama-Pongolle à la 69e minute de jeu. |
| 19.                                    | 19 novembre 2008                       | Stade de France, Saint-Denis, France                        | Uruguay                                | 0 - 0                                  | Match amical                                           | Entre en jeu à la place de Franck Ribéry à la 58e minute de jeu.          |
| 20.                                    | 11 février 2009                        | Stade Vélodrome, Marseille, France                          | Argentine                              | 0 - 2                                  | Match amical                                           | Entre en jeu à la place de Nicolas Anelka à la 65e minute de jeu.         |
| 21.                                    | 28 mars 2009                           | Stade S.-Darius-et-S.-Girėnas, Kaunas, Lituanie             | Lituanie                               | 0 - 1                                  | Éliminatoires de la Coupe du monde de football 2010    | Entre en jeu à la place de Peguy Luyindula à la 64e minute de jeu.        |
| 22.                                    | 1 avril 2009                           | Stade de France, Saint-Denis, France                        | Lituanie                               | 1 - 0                                  | Éliminatoires de la Coupe du monde de football 2010    | Entre en jeu à la place de Yoann Gourcuff à la 57e minute de jeu.         |
| 23.                                    | 2 juin 2009                            | Stade Geoffroy-Guichard, Saint-Étienne, France              | Nigeria                                | 0 - 1                                  | Match amical                                           | Titulaire et remplacé par Yoann Gourcuff à la 46e minute de jeu.          |
| 24.                                    | 5 juin 2009                            | Stade de Gerland, Lyon, France                              | Turquie                                | 1 - 0                                  | Match amical                                           | Titulaire et remplacé par André-Pierre Gignac à la 46e minute de jeu.     |
| 25.                                    | 5 septembre 2009                       | Stade de France, Saint-Denis, France                        | Roumanie                               | 1 - 1                                  | Éliminatoires de la Coupe du monde de football 2010    | Entre en jeu à la place de Yoann Gourcuff à la 73e minute de jeu.         |
| 26.                                    | 10 octobre 2009                        | Stade de Roudourou, Guingamp, France                        | Îles Féroé                             | 5 - 0                                  | Éliminatoires de la Coupe du monde de football 2010    | Entre en jeu à la place de André-Pierre Gignac à la 73e minute de jeu.    |
| 27.                                    | 14 octobre 2009                        | Stade de France, Saint-Denis, France                        | Autriche                               | 3 - 1                                  | Éliminatoires de la Coupe du monde de football 2010    | Titulaire et remplacé par Bafétimbi Gomis à la 79e minute de jeu.         |
| 28.                                    | 11 août 2010                           | Ullevaal Stadion, Oslo, Norvège                             | Norvège                                | 2 - 1                                  | Match amical                                           | Entre en jeu à la place de Guillaume Hoarau à la 61e minute de jeu.       |
| 29.                                    | 7 septembre 2010                       | Stade Asim-Ferhatović-Hase, Sarajevo, Bosnie-Herzégovine    | Bosnie-Herzégovine                     | 0 - 2                                  | Éliminatoires du Championnat d'Europe de football 2012 | Titulaire.                                                                |
| 30.                                    | 9 octobre 2010                         | Stade de France, Saint-Denis, France                        | Roumanie                               | 2 - 0                                  | Éliminatoires du Championnat d'Europe de football 2012 | Titulaire et remplacé par Dimitri Payet à la 85e minute de jeu.           |
| 31.                                    | 12 octobre 2010                        | Stade Saint-Symphorien, Longeville-lès-Metz, France         | Luxembourg                             | 2 - 0                                  | Éliminatoires du Championnat d'Europe de football 2012 | Titulaire et remplacé par Dimitri Payet à la 63e minute de jeu.           |
| 32.                                    | 17 novembre 2010                       | Stade de Wembley, Londres, Angleterre                       | Angleterre                             | 1 - 2                                  | Match amical                                           | Titulaire et remplacé par Loïc Rémy à la 67e minute de jeu.               |
| 33.                                    | 9 février 2011                         | Stade de France, Saint-Denis, France                        | Brésil                                 | 1 - 0                                  | Match amical                                           | Titulaire et remplacé par Kévin Gameiro à la 85e minute de jeu.           |
| 34.                                    | 25 mars 2011                           | Stade Josy-Barthel, Luxembourg, Luxembourg                  | Luxembourg                             | 0 - 2                                  | Éliminatoires du Championnat d'Europe de football 2012 | Titulaire.                                                                |
| 35.                                    | 29 mars 2011                           | Stade de France, Saint-Denis, France                        | Croatie                                | 0 - 0                                  | Match amical                                           | Titulaire et remplacé par Kévin Gameiro à la 74e minute de jeu.           |
| 36.                                    | 3 juin 2011                            | Stade Dinamo (Minsk), Minsk, Biélorussie                    | Biélorussie                            | 1 - 1                                  | Éliminatoires du Championnat d'Europe de football 2012 | Titulaire.                                                                |
| 37.                                    | 6 juin 2011                            | Donbass Arena, Donetsk, Ukraine                             | Ukraine                                | 1 - 4                                  | Match amical                                           | Entre en jeu à la place de Kévin Gameiro à la 64e minute de jeu.          |
| 38.                                    | 10 août 2011                           | Stade de la Mosson, Montpellier, France                     | Chili                                  | 1 - 1                                  | Match amical                                           | Titulaire et remplacé par Kévin Gameiro à la 65e minute de jeu.           |
| 39.                                    | 2 septembre 2011                       | Stade Qemal-Stafa, Tirana, Albanie                          | Albanie                                | 1 - 2                                  | Éliminatoires du Championnat d'Europe de football 2012 | Titulaire.                                                                |
| 40.                                    | 6 septembre 2011                       | Arena Națională, Bucarest, Roumanie                         | Roumanie                               | 0 - 0                                  | Éliminatoires du Championnat d'Europe de football 2012 | Titulaire.                                                                |
| 41.                                    | 11 novembre 2011                       | Stade de France, Saint-Denis, France                        | États-Unis                             | 1 - 0                                  | Match amical                                           | Titulaire et remplacé par Loïc Rémy à la 63e minute de jeu.               |
| 42.                                    | 15 novembre 2011                       | Stade de France, Saint-Denis, France                        | Belgique                               | 0 - 0                                  | Match amical                                           | Titulaire et remplacé par Olivier Giroud à la 71e minute de jeu.          |
| 43.                                    | 27 mai 2012                            | Stade du Hainaut, Valenciennes, France                      | Islande                                | 3 - 2                                  | Match amical                                           | Titulaire et remplacé par Florent Malouda à la 60e minute de jeu.         |
| 44.                                    | 31 mai 2012                            | Stade Auguste-Delaune, Reims, France                        | Serbie                                 | 2 - 0                                  | Match amical                                           | Titulaire et remplacé par Olivier Giroud à la 61e minute de jeu.          |
| 45.                                    | 5 juin 2012                            | MMArena, Le Mans, France                                    | Estonie                                | 4 - 0                                  | Match amical                                           | Titulaire et remplacé par Jérémy Menez à la 74e minute de jeu.            |
| 46.                                    | 11 juin 2012                           | Donbass Arena, Donetsk, Ukraine                             | Angleterre                             | 1 - 1                                  | Championnat d'Europe de football 2012                  | Titulaire.                                                                |
| 47.                                    | 15 juin 2012                           | Donbass Arena, Donetsk, Ukraine                             | Ukraine                                | 0 - 2                                  | Championnat d'Europe de football 2012                  | Titulaire et remplacé par Olivier Giroud à la 76e minute de jeu.          |
| 48.                                    | 19 juin 2012                           | Stade olympique de Kiev, Kiev, Ukraine                      | Suède                                  | 2 - 0                                  | Championnat d'Europe de football 2012                  | Titulaire.                                                                |
| 49.                                    | 23 juin 2012                           | Donbass Arena, Donetsk, Ukraine                             | Espagne                                | 2 - 0                                  | Championnat d'Europe de football 2012                  | Titulaire.                                                                |
| 50.                                    | 15 août 2012                           | Stade Océane, Le Havre, France                              | Uruguay                                | 0 - 0                                  | Match amical                                           | Titulaire et remplacé par Marvin Martin à la 63e minute de jeu.           |
| 51.                                    | 7 septembre 2012                       | Stade olympique d'Helsinki, Helsinki, Finlande              | Finlande                               | 0 - 1                                  | Éliminatoires de la Coupe du monde de football 2014    | Titulaire.                                                                |
| 52.                                    | 11 septembre 2012                      | Stade de France, Saint-Denis, France                        | Biélorussie                            | 3 - 1                                  | Éliminatoires de la Coupe du monde de football 2014    | Titulaire.                                                                |
| 53.                                    | 12 octobre 2012                        | Stade de France, Saint-Denis, France                        | Japon                                  | 0 - 1                                  | Match amical                                           | Titulaire et remplacé par Mathieu Valbuena à la 46e minute de jeu.        |
| 54.                                    | 16 octobre 2012                        | Stade Vicente-Calderón, Madrid, Espagne                     | Espagne                                | 1 - 1                                  | Éliminatoires de la Coupe du monde de football 2014    | Titulaire et remplacé par Olivier Giroud à la 87e minute de jeu.          |
| 55.                                    | 6 février 2013                         | Stade de France, Saint-Denis, France                        | Allemagne                              | 1 - 2                                  | Match amical                                           | Titulaire.                                                                |
| 56.                                    | 22 mars 2013                           | Stade de France, Saint-Denis, France                        | Géorgie                                | 3 - 1                                  | Éliminatoires de la Coupe du monde de football 2014    | Titulaire.                                                                |
| 57.                                    | 26 mars 2013                           | Stade de France, Saint-Denis, France                        | Espagne                                | 0 - 1                                  | Éliminatoires de la Coupe du monde de football 2014    | Titulaire et remplacé par Moussa Sissoko à la 82e minute de jeu.          |
| 58.                                    | 9 juin 2013                            | Arena do Grêmio, Porto Alegre, Brésil                       | Brésil                                 | 3 - 0                                  | Match amical                                           | Titulaire et remplacé par Olivier Giroud à la 70e minute de jeu.          |
| 59.                                    | 14 août 2013                           | Stade Roi Baudouin, Bruxelles, Belgique                     | Belgique                               | 0 - 0                                  | Match amical                                           | Titulaire et remplacé par Olivier Giroud à la 74e minute de jeu.          |
| 60.                                    | 6 septembre 2013                       | Stade Boris-Paichadze, Tbilissi, Géorgie                    | Géorgie                                | 0 - 0                                  | Éliminatoires de la Coupe du monde de football 2014    | Titulaire et remplacé par André-Pierre Gignac à la 62e minute de jeu.     |
| 61.                                    | 11 octobre 2013                        | Parc des Princes, Paris, France                             | Australie                              | 6 - 0                                  | Match amical                                           | Entre en jeu à la place de Olivier Giroud à la 46e minute de jeu.         |
| 62.                                    | 15 octobre 2013                        | Stade de France, Saint-Denis, France                        | Finlande                               | 3 - 0                                  | Match amical                                           | Entre en jeu à la place de Olivier Giroud à la 81e minute de jeu.         |
| 63.                                    | 15 novembre 2013                       | Stade olympique de Kiev, Kiev, Ukraine                      | Ukraine                                | 2 - 0                                  | Éliminatoires de la Coupe du monde de football 2014    | Entre en jeu à la place de Olivier Giroud à la 70e minute de jeu.         |
| 64.                                    | 19 novembre 2013                       | Stade de France, Saint-Denis, France                        | Ukraine                                | 3 - 0                                  | Éliminatoires de la Coupe du monde de football 2014    | Titulaire et remplacé par Olivier Giroud à la 82e minute de jeu.          |
| 65.                                    | 5 mars 2014                            | Stade de France, Saint-Denis, France                        | Pays-Bas                               | 2 - 0                                  | Match amical                                           | Titulaire et remplacé par Olivier Giroud à la 81e minute de jeu.          |
| 66.                                    | 8 juin 2014                            | Stade Pierre-Mauroy, Villeneuve-d'Ascq, France              | Jamaïque                               | 8 - 0                                  | Match amical                                           | Titulaire et remplacé par Morgan Schneiderlin à la 87e minute de jeu.     |
| 67.                                    | 15 juin 2014                           | Stade José-Pinheiro-Borda, Porto Alegre, Brésil             | Honduras                               | 3 - 0                                  | Coupe du monde de football 2014                        | Titulaire.                                                                |
| 68.                                    | 20 juin 2014                           | Itaipava Arena Fonte Nova, Salvador, Brésil                 | Suisse                                 | 2 - 5                                  | Coupe du monde de football 2014                        | Titulaire.                                                                |
| 69.                                    | 25 juin 2014                           | Stade Maracanã, Rio de Janeiro, Brésil                      | Équateur                               | 0 - 0                                  | Coupe du monde de football 2014                        | Titulaire.                                                                |
| 70.                                    | 30 juin 2014                           | Stade national de Brasilia Mané Garrincha, Brasilia, Brésil | Nigeria                                | 2 - 0                                  | Coupe du monde de football 2014                        | Titulaire.                                                                |
| 71.                                    | 4 juillet 2014                         | Stade Maracanã, Rio de Janeiro, Brésil                      | Allemagne                              | 0 - 1                                  | Coupe du monde de football 2014                        | Titulaire.                                                                |
| 72.                                    | 4 septembre 2014                       | Stade de France, Saint-Denis, France                        | Espagne                                | 1 - 0                                  | Match amical                                           | Titulaire.                                                                |
| 73.                                    | 7 septembre 2014                       | Stade de l'Étoile rouge, Belgrade, Serbie                   | Serbie                                 | 1 - 1                                  | Match amical                                           | Entre en jeu à la place de Loïc Rémy à la 60e minute de jeu.              |
| 74.                                    | 11 octobre 2014                        | Stade de France, Saint-Denis, France                        | Portugal                               | 2 - 1                                  | Match amical                                           | Titulaire et remplacé par André-Pierre Gignac à la 90e minute de jeu.     |
| 75.                                    | 14 octobre 2014                        | Stade Républicain Vazgen-Sargsian, Erevan, Arménie          | Arménie                                | 0 - 3                                  | Match amical                                           | Entre en jeu à la place de André-Pierre Gignac à la 87e minute de jeu.    |
| 76.                                    | 14 novembre 2014                       | Roazhon Park, Rennes, France                                | Albanie                                | 1 - 1                                  | Match amical                                           | Titulaire et remplacé par André-Pierre Gignac à la 69e minute de jeu.     |
| 77.                                    | 18 novembre 2014                       | Stade Vélodrome, Marseille, France                          | Suède                                  | 1 - 0                                  | Match amical                                           | Entre en jeu à la place de André-Pierre Gignac à la 68e minute de jeu.    |
| 78.                                    | 26 novembre 2014                       | Stade de France, Saint-Denis, France                        | Brésil                                 | 1 - 3                                  | Match amical                                           | Titulaire.                                                                |
| 79.                                    | 4 septembre 2015                       | Estádio José Alvalade XXI, Lisbonne, Portugal               | Portugal                               | 0 - 1                                  | Match amical                                           | Titulaire et remplacé par Anthony Martial à la 74e minute de jeu.         |
| 80.                                    | 7 septembre 2015                       | Stade Matmut-Atlantique, Bordeaux, France                   | Serbie                                 | 2 - 1                                  | Match amical                                           | Entre en jeu à la place de Olivier Giroud à la 62e minute de jeu.         |
| 81.                                    | 8 octobre 2015                         | Allianz Riviera, Nice, France                               | Arménie                                | 4 - 0                                  | Match amical                                           | Titulaire et remplacé par Olivier Giroud à la 81e minute de jeu.          |
| 82.                                    | 2 juin 2021                            | Allianz Riviera, Nice, France                               | Pays de Galles                         | 3 - 0                                  | Match amical                                           | Titulaire.                                                                |
| 83.                                    | 8 juin 2021                            | Stade de France, Saint-Denis, France                        | Bulgarie                               | 3 - 0                                  | Match amical                                           | Titulaire et remplacé par Olivier Giroud à la 41e minute de jeu.          |
| 84.                                    | 15 juin 2021                           | Allianz Arena, Munich, Allemagne                            | Allemagne                              | 1 - 0                                  | Euro 2020                                              | Titulaire et remplacé par Corentin Tolisso à la 89e minute de jeu.        |
| 85.                                    | 19 juin 2021                           | Stade Ferenc-Puskás, Budapest, Hongrie                      | Hongrie                                | 1 - 1                                  | Euro 2020                                              | Titulaire et remplacé par Olivier Giroud à la 76e minute de jeu.          |
| 86.                                    | 23 juin 2021                           | Stade Ferenc-Puskás, Budapest, Hongrie                      | Portugal                               | 2 - 2                                  | Euro 2020                                              | Titulaire.                                                                |
| 87.                                    | 28 juin 2021                           | Arena Națională, Bucarest, Roumanie                         | Suisse                                 | 3 - 3 4-5 t.a.b                        | Euro 2020                                              | Titulaire et remplacé par Olivier Giroud à la 94e minute de jeu.          |
| 88.                                    | 1er septembre 2021                     | Stade de la Meinau, Strasbourg, France                      | Bosnie-Herzégovine                     | 1 - 1                                  | Éliminatoires de la Coupe du monde 2022                | Titulaire et remplacé par Anthony Martial à la 76e minute de jeu.         |
| 89.                                    | 4 septembre 2021                       | Stade olympique de Kiev, Kiev, Ukraine                      | Ukraine                                | 1 - 1                                  | Éliminatoires de la Coupe du monde 2022                | Entre en jeu à la place d'Anthony Martial à la 64e minute de jeu.         |
| 90.                                    | 7 septembre 2021                       | Parc Olympique lyonnais, Décines-Charpieu, France           | Finlande                               | 2 - 0                                  | Éliminatoires de la Coupe du monde 2022                | Titulaire.                                                                |
| 91.                                    | 7 octobre 2021                         | Juventus Stadium, Turin, Italie                             | Belgique                               | 3 - 2                                  | Phase finale de la Ligue des nations 2020-2021         | Titulaire et remplacé par Jordan Veretout à la 90e minute de jeu.         |
| 92.                                    | 10 octobre 2021                        | Stade San Siro, Milan, Italie                               | Espagne                                | 2 - 1                                  | Phase finale de la Ligue des nations 2020-2021         | Titulaire.                                                                |
| 93.                                    | 13 novembre 2021                       | Parc des Princes, Paris, France                             | Kazakhstan                             | 8 - 0                                  | Éliminatoires de la Coupe du monde 2022                | Titulaire et remplacé par Moussa Diaby à la 71e minute de jeu.            |
| 94.                                    | 16 novembre 2021                       | Stade olympique d'Helsinki, Helsinki, Finlande              | Finlande                               | 2 - 0                                  | Éliminatoires de la Coupe du monde 2022                | Entre en jeu à la place de Moussa Diaby à la 57e minute de jeu.           |
| 95.                                    | 3 juin 2022                            | Stade de France, Saint-Denis, France                        | Danemark                               | 1 - 2                                  | Ligue des nations 2022-2023                            | Titulaire.                                                                |
| 96.                                    | 10 juin 2022                           | Stade Ernst-Happel, Vienne, Autriche                        | Autriche                               | 1 - 1                                  | Ligue des nations 2022-2023                            | Titulaire.                                                                |
| 97.                                    | 13 juin 2022                           | Stade de France, Saint-Denis, France                        | Croatie                                | 0 - 1                                  | Ligue des nations 2022-2023                            | Titulaire.                                                                |

### Buts internationaux
| Liste des buts de Karim Benzema en équipe de France | Liste des buts de Karim Benzema en équipe de France | Liste des buts de Karim Benzema en équipe de France | Liste des buts de Karim Benzema en équipe de France | Liste des buts de Karim Benzema en équipe de France | Liste des buts de Karim Benzema en équipe de France | Liste des buts de Karim Benzema en équipe de France | Liste des buts de Karim Benzema en équipe de France |
| no                                                  | Date                                                | Sélection                                           | Lieu                                                | Adversaire                                          | Évolution du score                                  | Résultats                                           | Compétitions                                        |
| --------------------------------------------------- | --------------------------------------------------- | --------------------------------------------------- | --------------------------------------------------- | --------------------------------------------------- | --------------------------------------------------- | --------------------------------------------------- | --------------------------------------------------- |
| 1                                                   | 28/03/2007                                          | 1                                                   | Stade de France, Saint-Denis, France                | Autriche                                            | 1 - 0                                               | 1 - 0                                               | Match amical                                        |
| 2                                                   | 13/10/2007                                          | 5                                                   | Tórsvøllur, Torshavn, Îles Féroé                    | Îles Féroé                                          | 0 - 3                                               | 0 - 6                                               | Qualifications Euro 2008                            |
| 3                                                   | 13/10/2007                                          | 5                                                   | Tórsvøllur, Torshavn, Îles Féroé                    | Îles Féroé                                          | 0 - 5                                               | 0 - 6                                               | Qualifications Euro 2008                            |
| 4                                                   | 20/08/2008                                          | 14                                                  | Nya Ullevi, Göteborg, Suède                         | Suède                                               | 1 - 1                                               | 2 - 3                                               | Match amical                                        |
| 5                                                   | 14/10/2008                                          | 18                                                  | Stade de France, Saint-Denis, France                | Tunisie                                             | 3 - 1                                               | 3 - 1                                               | Match amical                                        |
| 6                                                   | 05/06/2009                                          | 24                                                  | Stade de Gerland, Lyon, France                      | Turquie                                             | 1 - 0                                               | 1 - 0                                               | Match amical                                        |
| 7                                                   | 10/10/2009                                          | 26                                                  | Stade du Roudourou, Guingamp, France                | Îles Féroé                                          | 5 - 0                                               | 5 - 0                                               | Qualifications de la coupe du monde 2010            |
| 8                                                   | 14/10/2009                                          | 27                                                  | Stade de France, Saint-Denis, France                | Autriche                                            | 1 - 0                                               | 3 - 1                                               | Qualifications de la coupe du monde 2010            |
| 9                                                   | 07/09/2010                                          | 29                                                  | Stade Asim-Ferhatović-Hase, Sarajevo, Bosnie        | Bosnie-Herzégovine                                  | 0 - 1                                               | 0 - 2                                               | Qualifications Euro 2012                            |
| 10                                                  | 12/10/2010                                          | 31                                                  | Stade Saint-Symphorien, Longeville-lès-Metz, France | Luxembourg                                          | 1 - 0                                               | 2 - 0                                               | Qualifications Euro 2012                            |
| 11                                                  | 17/11/2010                                          | 32                                                  | Wembley Stadium, Londres, Angleterre                | Angleterre                                          | 0 - 1                                               | 1 - 2                                               | Match amical                                        |
| 12                                                  | 09/02/2011                                          | 33                                                  | Stade de France, Saint-Denis, France                | Brésil                                              | 1 - 0                                               | 1 - 0                                               | Match amical                                        |
| 13                                                  | 02/09/2011                                          | 39                                                  | Stade Qemal-Stafa, Tirana, Albanie                  | Albanie                                             | 0 - 1                                               | 1 - 2                                               | Qualifications Euro 2012                            |
| 14                                                  | 05/06/2012                                          | 45                                                  | MMArena, Le Mans, France                            | Estonie                                             | 2 - 0                                               | 4 - 0                                               | Match amical                                        |
| 15                                                  | 05/06/2012                                          | 45                                                  | MMArena, Le Mans, France                            | Estonie                                             | 3 - 0                                               | 4 - 0                                               | Match amical                                        |
| 16                                                  | 11/10/2013                                          | 61                                                  | Parc des Princes, Paris, France                     | Australie                                           | 6 - 0                                               | 6 - 0                                               | Match amical                                        |
| 17                                                  | 15/10/2013                                          | 62                                                  | Stade de France, Saint-Denis, France                | Finlande                                            | 3 - 0                                               | 3 - 0                                               | Qualifications de la coupe du monde 2014            |
| 18                                                  | 19/11/2013                                          | 64                                                  | Stade de France, Saint-Denis, France                | Ukraine                                             | 2 - 0                                               | 3 - 0                                               | Qualifications de la coupe du monde 2014            |
| 19                                                  | 05/03/2014                                          | 65                                                  | Stade de France, Saint-Denis, France                | Pays-Bas                                            | 1 - 0                                               | 2 - 0                                               | Match amical                                        |
| 20                                                  | 08/06/2014                                          | 66                                                  | Stade Pierre-Mauroy, Villeneuve-d'Ascq, France      | Jamaïque                                            | 3 - 0                                               | 8 - 0                                               | Match amical                                        |
| 21                                                  | 08/06/2014                                          | 66                                                  | Stade Pierre-Mauroy, Villeneuve-d'Ascq, France      | Jamaïque                                            | 5 - 0                                               | 8 - 0                                               | Match amical                                        |
| 22                                                  | 15/06/2014                                          | 67                                                  | Stade José-Pinheiro-Borda, Porto Alegre, Brésil     | Honduras                                            | 1 - 0                                               | 3 - 0                                               | Coupe du monde 2014                                 |
| 23                                                  | 15/06/2014                                          | 67                                                  | Stade José-Pinheiro-Borda, Porto Alegre, Brésil     | Honduras                                            | 3 - 0                                               | 3 - 0                                               | Coupe du monde 2014                                 |
| 24                                                  | 20/06/2014                                          | 68                                                  | Arena Fonte Nova, Salvador, Brésil                  | Suisse                                              | 0 - 4                                               | 2 - 5                                               | Coupe du monde 2014                                 |
| 25                                                  | 11/10/2014                                          | 74                                                  | Stade de France, Saint-Denis, France                | Portugal                                            | 1 - 0                                               | 2 - 1                                               | Match amical                                        |
| 26                                                  | 08/10/2015                                          | 81                                                  | Allianz Riviera, Nice, France                       | Arménie                                             | 3 - 0                                               | 4 - 0                                               | Match amical                                        |
| 27                                                  | 08/10/2015                                          | 81                                                  | Allianz Riviera, Nice, France                       | Arménie                                             | 4 - 0                                               | 4 - 0                                               | Match amical                                        |
| 28                                                  | 23/06/2021                                          | 86                                                  | Stade Ferenc-Puskás, Budapest, Hongrie              | Portugal                                            | 1 - 1                                               | 2 - 2                                               | Euro 2020                                           |
| 29                                                  | 23/06/2021                                          | 86                                                  | Stade Ferenc-Puskás, Budapest, Hongrie              | Portugal                                            | 2 - 1                                               | 2 - 2                                               | Euro 2020                                           |
| 30                                                  | 28/06/2021                                          | 87                                                  | Arena Națională, Bucarest, Roumanie                 | Suisse                                              | 1 - 1                                               | 3 - 3 4-5 t.a.b                                     | Euro 2020                                           |
| 31                                                  | 28/06/2021                                          | 87                                                  | Arena Națională, Bucarest, Roumanie                 | Suisse                                              | 2 - 1                                               | 3 - 3 4-5 t.a.b                                     | Euro 2020                                           |
| 32                                                  | 07/10/2021                                          | 91                                                  | Juventus Stadium, Turin, Italie                     | Belgique                                            | 1 - 2                                               | 3 - 2                                               | Phase finale de la Ligue des nations 2020-2021      |
| 33                                                  | 10/10/2021                                          | 92                                                  | Stade San Siro, Milan, Italie                       | Espagne                                             | 1 - 1                                               | 2 - 1                                               | Phase finale de la Ligue des nations 2020-2021      |
| 34                                                  | 13/11/2021                                          | 93                                                  | Parc des Princes, Paris, France                     | Kazakhstan                                          | 4 - 0                                               | 8 - 0                                               | Qualifications de la Coupe du monde 2022            |
| 35                                                  | 13/11/2021                                          | 93                                                  | Parc des Princes, Paris, France                     | Kazakhstan                                          | 5 - 0                                               | 8 - 0                                               | Qualifications de la Coupe du monde 2022            |
| 36                                                  | 16/11/2021                                          | 94                                                  | Stade olympique d'Helsinki, Helsinki, Finlande      | Finlande                                            | 0 - 1                                               | 0 - 2                                               | Qualifications de la Coupe du monde 2022            |
| 37                                                  | 03/06/2022                                          | 95                                                  | Stade de France, Saint-Denis, France                | Danemark                                            | 1 - 0                                               | 1 - 2                                               | Ligue des nations 2022-2023                         |

## Palmarès
| Olympique lyonnais (7) | Real Madrid (24) | Al-Ittihad Club (2) | Équipe de France (1)                                                                 |
| --- | --- | --- | ------------------------------------------------------------------------------------ |
| - Championnat de France (4) : - Champion en 2005, 2006, 2007, 2008 - Coupe de France (1) : - Vainqueur en 2008 - Coupe de la Ligue : Finaliste en 2007 - Trophée des Champions (2) : - Vainqueur en 2006, 2007 Finaliste en 2008 | - Championnat d'Espagne (4) : - Champion en 2012, 2017, 2020, 2022 Vice-champion en 2010, 2011, 2013, 2015, 2016, 2021 et 2023 - Coupe du Roi (3) : - Vainqueur en 2011, 2014, 2023 Finaliste en 2013 - Supercoupe d'Espagne (3) : - Vainqueur en 2012, 2017, 2022 Finaliste en 2011, 2014 et 2023 - Ligue des champions (5) : - Vainqueur en 2014, 2016, 2017, 2018 et 2022 - Supercoupe de l'UEFA (4) : - Vainqueur en 2014, 2016, 2017, 2022 Finaliste en 2018 - Coupe du monde des clubs (5) : - Vainqueur en 2014, 2016, 2017, 2018, 2022 | - Championnat d'Arabie saoudite (1) - Champion en 2025 - Coupe d'Arabie saoudite (2) - Vainqueur en 2025 - Supercoupe d'Arabie Saoudite Finaliste en 2024 | - Coupe du monde : - Finaliste en 2022 - Ligue des nations (1) : - Vainqueur en 2021 |

Après avoir remporté le tournoi de Montaigu avec l'équipe des moins de 17 ans, puis avoir été deux fois finaliste de la coupe Gambardella en 2005 et 2006 chez les moins de 19 ans, Karim Benzema remporte quatre titres consécutifs de champion de France en 2005, 2006, 2007 et 2008 avec l'Olympique lyonnais. Il remporte la Coupe de la paix en battant le Bolton Wanderers en 2007, puis la coupe de France contre le Paris SG en 2008 et le trophée des champions à deux reprises en 2006 et 2007, avant d'échouer en finale de l'édition 2008, battu par les Girondins de Bordeaux.
Durant ses années au Real Madrid, il remporte cinq fois la Ligue des champions de l'UEFA : deux fois contre l'Atlético Madrid en 2014 et en 2016, une fois contre la Juventus Turin en 2017, puis en 2018 et 2022 contre Liverpool. Dans la continuité de son premier titre européen, il remporte la Supercoupe de l'UEFA en 2014 et 2016 contre le FC Séville, en 2017 contre Manchester United et en 2022 contre l'Eintracht Francfort et quatre fois la Coupe du monde des clubs de la FIFA en 2014 face à San Lorenzo, en 2016 face à Kashima Antlers, en 2017 face à Grêmio et en 2018 face à Al-Aïn.
Quatre fois champion d'Espagne en 2012, 2017, 2020 et 2022 et six fois vice-champion en 2010, 2011, 2013, 2015, 2016 et 2021, il remporte la Coupe du Roi en 2014 contre le FC Barcelone et est finaliste de l'édition 2013 face à l'Atlético Madrid. Il participe également au parcours victorieux de son club lors de l'édition 2011 sans rentrer sur le terrain.
En 2012, 2017, 2019 et 2022 il sort vainqueur de la Supercoupe d'Espagne contre le FC Barcelone, l'Atlético Madrid et Athletic Bilbao puis finaliste en 2011 et 2014.
Champion d'Europe en 2004 avec l'équipe de France des moins de 17 ans et vainqueur de la Meridian cup en 2005 avec les moins de 18 ans, Karim Benzema est défait lors du premier tour à l'Euro 2008, puis quart de finaliste de l'Euro 2012 et de la Coupe du monde 2014 avec l'équipe de France. Il est défait lors des huitièmes de finale de l'Euro 2020, mais remporte son premier trophée en sélection, la Ligue des nations de l'UEFA 2020-2021. En 2022, Karim Benzema est sélectionné pour participer à la Coupe du monde au Qatar. Blessé, il ne joue pas le moindre match durant le mondial. Il est néanmoins considéré comme étant finaliste de la compétition, le sélectionneur Didier Deschamps n'ayant pas fait appel à un remplaçant et Benzema étant toujours inscrit sur les feuilles de match.

## Distinctions individuelles

### Année civile
La liste ci-dessous regroupe l'ensemble des distinctions individuelles de Karim Benzema par année civile.

### Club et sélection
La liste ci-dessous regroupe l'ensemble des distinctions individuelles de Karim Benzema par club et sélection.
| 2008 | 2009 | 2011 | 2012 | 2014 | 2015 | 2017 | 2018 | 2019 | 2021 | 2022 | 2023 |
| ---- | ---- | ---- | ---- | ---- | ---- | ---- | ---- | ---- | ---- | ---- | ---- |
| 27e  | 30e  | 19e  | 21e  | 16e  | 20e  | 25e  | 17e  | 26e  | 4e   | 1er  | 16e  |

| 2007 | 2008 | 2009 | 2011 | 2012 | 2013 | 2014 | 2015 | 2016 | 2017 | 2018 | 2019 | 2021 | 2023 |
| ---- | ---- | ---- | ---- | ---- | ---- | ---- | ---- | ---- | ---- | ---- | ---- | ---- | ---- |
| 3e   | 2e   | 9e   | 1er  | 1er  | 8e   | 1er  | 8e   | 9e   | 3e   | 12e  | 2e   | 1er  | 2e   |

#### Avec l'Olympique lyonnais
- Meilleur joueur de Ligue 1 : 2007-08.
- Meilleur buteur de Ligue 1 : 2007-08 (20 buts).
- Meilleur buteur de la Coupe de France : 2007-08 (6 buts)[272].
- Joueur du mois de Ligue 1 : janvier 2008 et avril 2008.
- Trophée Bravo du meilleur jeune joueur d’Europe : 2008.
- Étoile d'or France Football : 2008.
- Membre de l'équipe-type de Ligue 1 : 2008.
- Nomination au Ballon d'or : 2008.
- Co-meilleur buteur Trophée des champions : 2006.
- Lion d'or du meilleur sportif lyonnais : 2007[269] et 2008[268].
- Meilleur joueur de la Coupe de la paix : 2007.
- Soulier de bronze de la Coupe de la paix : 2007.

#### Avec le Real Madrid
- Ballon d'or : 2022.
- Joueur de l'année de l'UEFA : 2022.
- Meilleur joueur de l'année aux Globe Soccer Awards : 2022[273].
- 3e Meilleur footballeur de l'année FIFA : 2022.
- 4e Meilleur footballeur de l'année FIFA : 2021.
- Golden Player Tuttosport : 2022.
- Marca Légende.
- Joueur français de l'année : 2011, 2012, 2014 et 2021.
- Sportif français de l'année : 2022[274].
- Meilleur joueur de la Ligue des champions : 2021-2022.
- Meilleur buteur de la Ligue des champions : 2021-2022 (15 buts).
- Meilleur buteur sur une année civile de la Ligue des champions : 2022 (10 buts)[253].
- Meilleur passeur de la Ligue des champions : 2011-2012.
- But de la saison de la Ligue des champions : 2021-2022[275].
- Trophée Pichichi : 2021-2022.
- Trophée Alfredo Di Stéfano : 2019-2020 et 2021-2022.
- Meilleur buteur de la Liga Santander : 2021-2022 (27 buts).
- Meilleur joueur de la Liga Santander : 2019-2020 et 2021-2022.
- Meilleur joueur de la Liga Santander par les fans : 2019-20 et 2021-22.
- Meilleur joueur de la Liga Santander par Transfermarkt : 2021-2022[254].
- Meilleur joueur de la Liga Santander par AFE : 2021-2022[276].
- Onze d'or : 2021 et 2022[277],[278].
- Meilleur buteur de la Supercoupe d'Espagne : 2022 et 2023.
- Meilleur joueur de la saison du Real Madrid : 2016, 2019, 2020 et 2022[267],[266],[264],[255].
- Meilleur joueur français à l'étranger : 2019, 2021, 2022 et 2023.
- Membre de l'équipe de l'année FIFA/FIFPro World XI : 2022.
- Membre de l'équipe de la saison de la Ligue des champions : 2020-2021 et 2021-2022.
- Membre de l'équipe Fantasy Football de la Ligue des champions : 2021-2022.
- Membre de l'équipe de l'année IFFHS : 2022.
- Membre de l'équipe de la saison de la Liga : 2018-2019, 2019-2020, 2020-2021, 2021-2022 et 2022-2023.
- Membre du onze idéal UEFA de la Liga : 2019-2020[265].
- Meilleur joueur de la saison par Marca : 2021-2022[256].
- Meilleur joueur de la saison par Kicker Sportmagazin : 2021-2022[257].
- Premio As du Meilleur joueur de l’année : 2021[260].
- Membre de l'Équipe ESM de la saison : 2020-2021 et 2021-2022.
- Membre de l'équipe Onze d'Or de la saison : 2020-2021 et 2021-2022.
- Membre de l'équipe de l'année L'Équipe : 2021 et 2022[262],[279].
- Membre de l'équipe de la saison Marca : 2021-2022[258].
- Prix de l'Association de presse sportive de Madrid (APDM) : 2022[259].
- Joueurs de la semaine de la Ligue des champions : 2021-2022 (8e de finale aller) et (quarts de finale aller)[280].
- Joueur du mois de Liga : octobre 2014, juin 2020, mars 2021, septembre 2021 et avril 2022.
- Joueur du mois du Real Madrid : 2014-2015 (1), 2015-2016 (3), 2016-2017 (2), 2018-2019 (4), 2019-2020 (3), 2020-2021 (1) et 2021-2022 (3).
- Nominations au Ballon d'or : 2009, 2011, 2012, 2014, 2015, 2017, 2018, 2019, 2021 et 2022.
- Nominations au prix du Meilleur footballeur de l'année FIFA : 2021 et 2022.
- Nominations au FIFA/FIFPro World XI : 2009, 2011, 2012, 2014, 2015, 2016, 2017, 2018, 2019, 2021 et 2022.
- Nominations au Trophée UNFP du meilleur joueur français à l'étranger : 2016, 2017, 2018, 2019, 2021, 2022 et 2023[281].
- Membre du Guinness World Records de 2021 comme joueur à avoir disputé le plus de saisons consécutives en Ligue des champions, qualifié dans la compétition sans interruption depuis 2005[282].

#### Avec Al-Ittihad
- Onze d'argent : 2023.
- Meilleur buteur de la Coupe du monde des clubs : 2023.
- Nomination au FIFA/FIFPro World XI : 2023.

#### En sélection
- Meilleur buteur de la Coupe Méridien : 2005[271].
- Révélation française de l'année : 2006[270].
- Homme du match contre la Suisse et contre le Honduras lors de la Coupe du monde de football 2014.
- Homme du match contre le Portugal lors du Championnat d'Europe de football 2020.
- Soulier de bronze du Championnat d'Europe de football 2020[261].
- Meilleur buteur de l'Équipe de France sur une année civile : 2010 (3 buts), 2014 (7 buts) et 2021 (9 buts).
- Meilleur buteur du Final 4 de la Ligue des nations de l'UEFA 2020-2021.
- Homme du match de la Finale de la Ligue des nations de l'UEFA 2020-2021.
- But du tournoi : Final 4 de la Ligue des nations de l'UEFA 2020-2021[263].

## Records
- Meilleur passeur de l’histoire du Real Madrid avec 150 passes décisives.
- 3e joueur le plus titré de l'histoire du Real Madrid avec 25 titres (derrière Nacho: 26 titres et Luka Modrić : 27 titres).
- Joueur étranger le plus capé de l'histoire du Real Madrid[283].
- 1er joueur français de l'histoire à atteindre la barre des 300 buts pour un seul club.
- 1er joueur de l'histoire à marquer dans 4 éditions de la Coupe du monde des clubs (2014, 2016, 2017 et 2023).
- 1er joueur français de l'histoire à marquer plus de 10 buts dans une même saison de Ligue des champions.
- 1er joueur de l'histoire du Real Madrid à marquer dans 3 éditions de la Coupe du monde des clubs.
- 2e meilleur buteur de l'histoire du Real Madrid avec 349 buts derrière Cristiano Ronaldo (450 buts).
- 2e meilleur buteur de l'histoire du Real Madrid en Ligue des champions avec 78 buts[284].
- 2e meilleur buteur de l'histoire de l'Olympique lyonnais en Ligue des champions avec 12 buts (devancé par Juninho, 18 buts)[285].
- 2e meilleur buteur de l'histoire du Real Madrid en Liga avec 238 buts[286].
- 3e meilleur buteur de l'histoire sur une saison de Ligue des champions avec 15 buts (à égalité avec Robert Lewandowski et Cristiano Ronaldo).
- 3e meilleur passeur de l'histoire de la Liga[287] avec 105 passes décisives.
- 3e meilleur buteur français de l'histoire toutes compétitions confondues sur une saison avec 50 buts.
- 4e meilleur buteur de l'histoire de la Ligue des champions avec 90 buts[288].
- 4e meilleur buteur de l'histoire de la Liga avec 238 buts[289].
- 6e meilleur buteur de l'histoire de l'équipe de France avec 37 buts.
- 6e joueur le plus capé avec le Real Madrid avec 640 matchs.
- Meilleur buteur de l'histoire de la Ligue des champions sur une phase à élimination directe avec 10 buts (à égalité avec Cristiano Ronaldo)[290].
- Meilleur buteur français de l'histoire toutes compétitions confondues avec 452 buts (devant Thierry Henry, 411 buts).
- Meilleur buteur français de l'histoire pour un club avec 354 buts (devant Thierry Henry, 229 buts).
- Meilleur buteur français de l'histoire de la Ligue des champions avec 90 buts (devant Thierry Henry, 51 buts)[288].
- Meilleur buteur français de l'histoire de la Liga avec 238 buts.
- Meilleur buteur français sur une saison de l'histoire de la Liga avec 27 buts (devant son précédent record en 2015/16, 24 buts).
- Meilleur buteur français de l'histoire des Clásico avec 16 buts (devant Zinédine Zidane et Thierry Henry, 3 buts)[291].
- Meilleur buteur français de l'histoire de la Coupe du monde des clubs avec 6 buts.
- Meilleur buteur français de l'histoire sur une saison de l'histoire de la Ligue des champions avec 15 buts (devant Just Fontaine, 10 buts).
- Meilleur buteur français de l'histoire sur une saison de l'histoire des coupes d'Europe avec 15 buts (devant Olivier Giroud, 11 buts).
- Meilleur buteur français sur une année civile en 2011 (32 buts), 2012 (31 buts), 2013 (24 buts) et 2014 (35 buts)[292].
- Joueur français le plus titré de l'histoire avec 35 titres[293].
- Joueur français ayant disputé le plus de Clásicos avec 42 matchs.
- Joueur français le plus titré de la Ligue des champions avec 5 titres devant Raphaël Varane (4).
- Joueur français le plus titré de la Supercoupe de l'UEFA avec 4 titres (devant Raphaël Varane).
- Joueur français le plus nommé pour le Ballon d'or avec 12 nominations.
- Joueur français le plus jeune de l’histoire à marquer en Ligue des champions (17 ans)[294].
- Joueur ayant reçu le plus de points pour le Joueur de l'année de l'UEFA en 2022.
- But le plus rapide de l'histoire du Real Madrid en Ligue des champions après 83 secondes de jeu.
- But le plus rapide de l'histoire des Clásico après 21 secondes de jeu[291].
- Doublé le plus rapide de l'histoire de l’Euro (106 secondes).